# Geschiedenis van Palestina (regio)
Dit artikel beoogt een overzicht te geven van de geschiedenis van de regio Palestina.
 Palestina kan worden gedefinieerd als het zuidelijk deel van de Levant. Dit is al vanaf de prehistorie een druk doorgangs- en verblijfsgebied geweest van stammen en volkeren van diverse origine. In deze regio zijn daardoor herhaaldelijk verschillende culturen met elkaar in botsing gekomen. Tezelfdertijd was het gebied in veel opzichten een smeltkroes, waar de verworvenheden van de omringende culturen op elkaar inwerkten. Het gebied ligt op de overlappingszone van vier oude culturen: de Mesopotamische in het oosten, de Anatolische in het noorden, de Minoïsche in het westen en de Egyptische in het zuiden. Deze cultuurgebieden hebben grote invloed op de gebeurtenissen in Palestina uitgeoefend, wat leidde tot het opkomen en verdwijnen van verschillende rijken en stadstaten.
In de oudste, breedste, niet-politieke zin wordt hiermee 'het oude Palestina' aangeduid, een landstreek in het oude Kanaän die de huidige staten Israël en Palestina omvat, benevens delen van Jordanië, Syrië en Libanon. Zo opgevat lopen Palestina's grenzen van de Libanese kustplaats Sidon oostwaarts richting Damascus, naar het zuiden tot aan de Golf van Akaba, en dan in noordwestelijke richting naar Rafah aan de Middellandse Zee. Het gebied heeft talloze namen gehad in zijn vele millennia lange geschiedenis, waarvan Kanaän de oudst bekende is. Etnisch en politiek werd het gebied al gauw een onsamenhangend geheel vanwege de doortocht en intocht van meerdere volken. Deze deelden wel voldoende elementen in hun taal en hun cultuur om allen bij elkaar als Kanaänieten te worden beschouwd, al dient gezegd dat de heterogeniteit toenam naarmate de geschiedenis in dit gebied voortgang vond, en dat er veel conflicten zijn geweest.
Vanouds was het gebied, dat met "Kanaän" wordt aangeduid, variërend in omvang, maar altijd gelegen op het kruispunt van een groot cultureel netwerk, waarvan de hoofdpolen zich bevonden in Mesopotamië, Anatolië, het Oude Egypte en Minoïsch Kreta. Naarmate deze gebieden zichzelf ontwikkelden fungeerde Kanaän steeds meer als doorgangsgebied, en onderging het de invloed van al deze evoluerende culturen. Bovendien waren er vanouds rondtrekkende nomaden, die zowel handelsproducten als cultuurgegevens meevoerden. Verder stroomde op zeker moment omstreeks 2500 tot 2300 voor Chr. een golf van Indo-Europese volken, via de Kaukasus naar het zuidwesten en overspoelde uiteindelijk ook Kanaän.

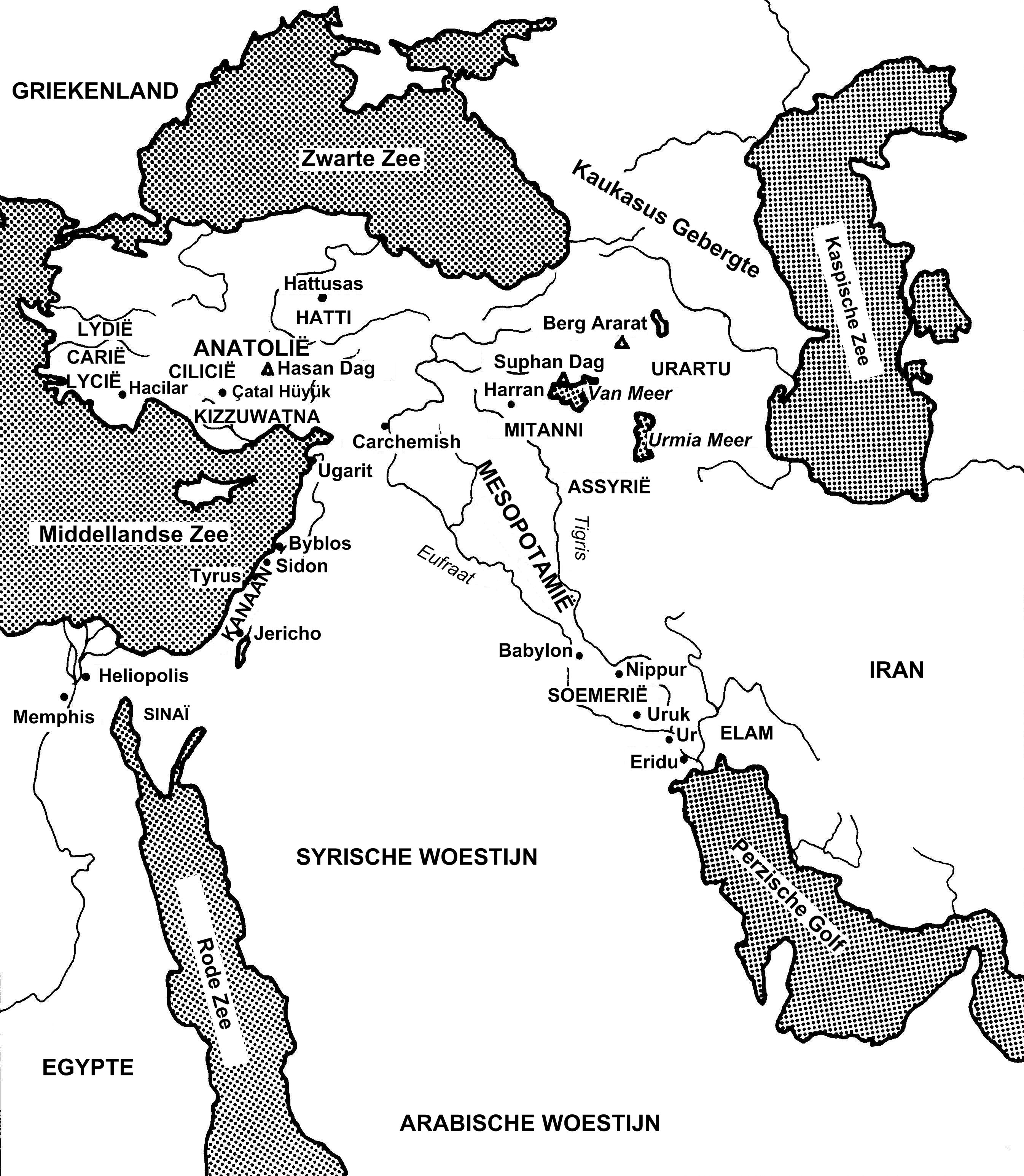
Levant situeringskaart. De belangrijkste gebieden en steden in en rond de regio.

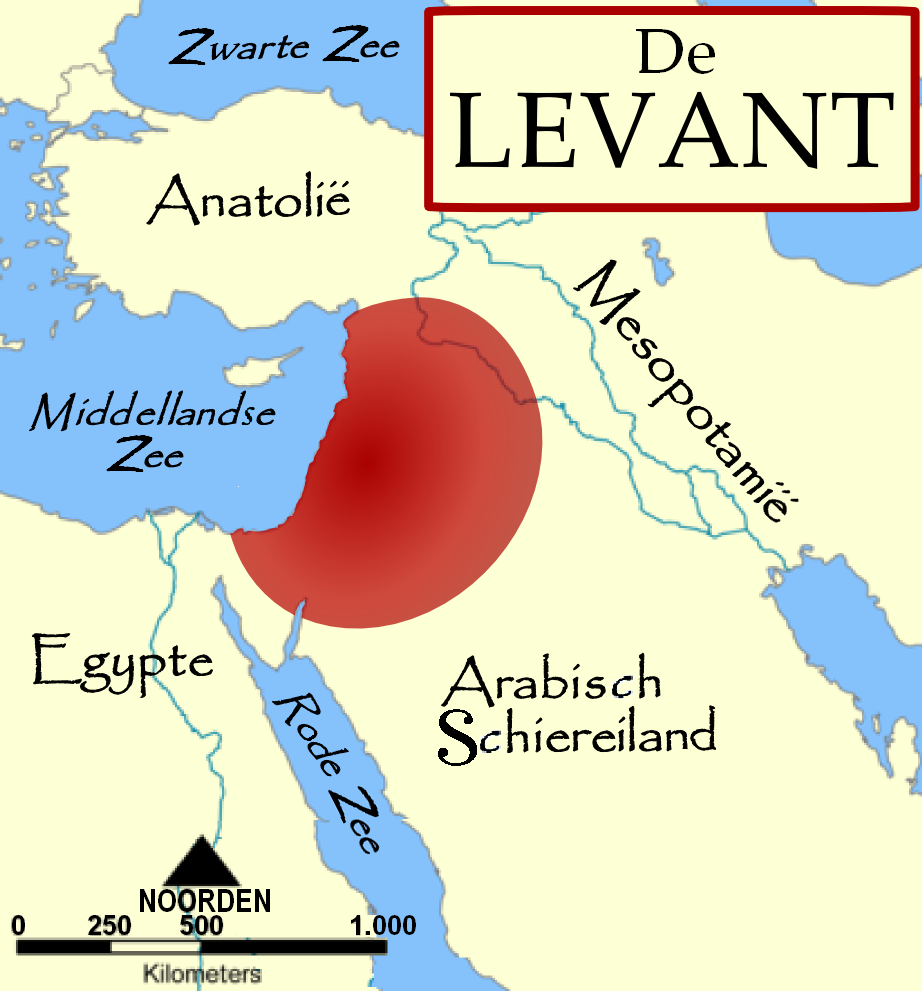
De Levant: Syrië en Palestina.

## Steentijd
De steentijd van de Levant omvat de prehistorie vanaf de komst van de eerste mensen tot het eind van de kopertijd. Vanaf de bronstijd vinden we de eerste geschreven bronnen, en kan men spreken van het begin van de historische tijd.

## Bronstijd
Aan het begin van de bronstijd was Kanaän gedurende een aantal generaties vrijwel onbewoond. Gedurende de vroege bronstijd verschenen er migranten uit het noorden. Het gebied bleef echter dunbevolkt en nam nauwelijks deel aan de internationale handel. Alleen met Egypte was er regelmatig contact. Er zijn uit deze periode over Kanaän nauwelijks schriftelijke bronnen bekend. Het gebied bestond uit ongeveer twintig kleine stadstaten. Slechts enkele steden hadden meer dan 2.000 inwoners. De belangrijkste Kanaänitische steden waren Megiddo, Laish, (het latere Dan), en Ai.
Gedurende het Oude Rijk vond op grote schaal vreedzame uitwisseling van goederen en cultuur plaats met Egypte via de steden Asjkelon en Byblos. Tijdens de tweede dynastie (~2853 - ~2707) waren de kuststeden min of meer Egyptische kolonies. Ook met Mesopotamië was er een levendige handel, vooral in metaal.

### Volksbewegingen en vazalsteden
Vanaf 2.500 blijken er in toenemende mate volksbewegingen in en naar de regio op gang gekomen te zijn. Vanuit Egypte werden pogingen gedaan om het gebied en de handelsrelaties voor zichzelf veilig te stellen. Teti, farao van de 6e dynastie van Egypte (2347–2335 v.Chr.), en veel later ook Merenptah en Othoes, stuurden expedities naar Kanaän.
Vanaf 1800 v.Chr. was er sprake van Amorieten die toen deel uit gingen maken van de bevolking in Kanaän.
Tijdens de midden-bronstijd kwamen een aantal stedelijke centra in Kanaän tot bloei. Dit hield vermoedelijk verband met invloeden uit Egypte tijdens het Middenrijk en de periode van de Hyksos. Ook de invloed van Fenicië was groot in deze periode.

### Hyksos
Rond 1640 v.Chr. werd de Egyptische dertiende dynastie omvergeworpen door de Hyksos. Deze maakten Avaris in de oostelijke delta tot hun hoofdstad. Avaris speelde een belangrijke rol bij de handel met zuidelijk Kanaän, dat vermoedelijk ook door de Hyksos werd geregeerd.
Egypte begon de verovering van Kanaän en Syrië na te streven. In Kanaän werd rond 1580 v.Chr. de stad Jericho belegerd en geheel verwoest. Ook andere steden werden verwoest.
In Egypte werden de Hyksos als vreemde invallers beschouwd. Er werd langdurig strijd geleverd tussen de heersers in Thebe en de Hyksos in de delta. Uiteindelijk slaagden de heersers van de achttiende dynastie erin om de Hyksos te verdrijven. De strijd werd in Kanaän voortgezet. Tussen ~1650 en ~1550 werden de meeste steden in Kanaän verwoest.

### Hettieten

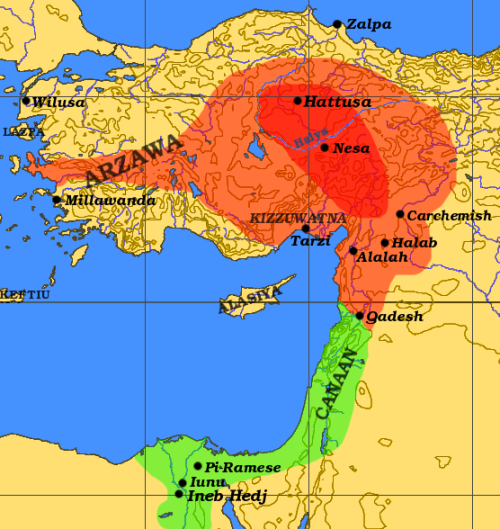
het Rijk der Hettieten (rood) op het hoogtepunt van zijn macht in ca. 1290 v.Chr.; grenzend aan het Egyptische Rijk (groen) in het zuiden

Gedurende de late bronstijd was de regio een speelbal in de strijd tussen de grootmachten. In het noorden had het koninkrijk der Hettieten zich tot een sterke militaire macht ontwikkeld. Egypte bereikte onder de achttiende en negentiende dynastie het hoogtepunt van haar macht.
In Egyptische teksten uit de tijd van de achttiende dynastie duiken met enige regelmaat de termen Shasu en Habiru op. Vanaf ~1400 v.Chr. ontmoeten we de eerste melding van de Shasu in Egyptische teksten van Amenhotep II. Het waren termen om sociale groepen aan te duiden. Van etnische duiding was geen sprake. Met Shasu werden nomaden bedoeld die rondzwierven in Palestina, het zuiden van Syrië en het Overjordaanse. Akkadische bronnen gebruiken het woord Sutu voor dezelfde groep. De Habiru worden in de bronnen nooit als nomaden beschreven; het is evident een andere groep. Veel Habiru spraken Hurritisch.
De Hettieten breidden hun invloed steeds verder naar het zuiden uit. In de Amarna-briefwisseling van Achnaton tijdens de Egyptische dominantie van Kanaän tussen 1350 en 1330 staat de uitbreiding van de Hettitische macht in Noord-Syrië beschreven. De farao besloot gewapenderhand Fenicië te heroveren.
Verslagen van Egyptische veldtochten melden in dezelfde periode tot 1300 v.Chr. politieke instabiliteit en endemisch banditisme in de Djadi-streek, het overstromingsgebied van de Jordaan.
In 1274 v.Chr. leverde Ramses II de slag bij Kadesh tegen de Hettieten. Egypte leed een zware nederlaag. Aan de dominante positie van Egypte in de Levant kwam goeddeels een eind.
In 1271 had Ramses II de toegang tot kuststeden als Sidon zekergesteld, maar in 1250 moest hij alweer zware veldtochten voeren tegen Libiërs en de Neo-Hettitische vorstendommen. Daarbij viel hij Kadesj aan, maar heeft deze stad niet meer kunnen heroveren. Hij sloot een vredesverdrag met de Neo-Hettieten waarbij het noorden van de Levant aan hen werd afgestaan.
Egyptische teksten maken gewag van de aanwezigheid in de Nijldelta van "Volken uit het groen". Deze 'Peleset' kwamen uit Griekenland en werden er ooit door de farao verslagen, maar werden daarna als huurlingen in dienst genomen en in Kanaän geplaatst, de latere Filistijnen. Zij kenden zelfs de smeedkunst in ijzer, en bouwden steden groter dan de Kanaänitische met centrale gebouwen waarin een vierkante ruimte met haard in Myceense stijl voorkwam. In dezelfde tijd werd gewag gemaakt van de aanwezigheid van 'Sherden' in de Nijldelta, aldus werden Semitisch sprekende mensen in Egypte aangeduid.

### Migraties van stammen in Palestina
Uit de tweede helft van de dertiende eeuw is ons een waardevolle bron overgeleverd, de Papyrus Anastasi I, een brief van Hori, een schrijver in dienst van het Egyptische leger, waarin hij een reis door Fenicië en Kanaän beschrijft. De brief bevat veel gegevens over de wegen, steden, bossen en bewoners van het gebied. Hori maakt ook gewag van nomaden die de bossen onveilig maken in het gebied van de stam Aser (í-s-r), een Kanaänitische groep ten zuiden van Megiddo. Ook inscripties van Seti I en Ramses II vermelden deze groep. Met de opkomst van het koninkrijk Israël (930 v.Chr.) werd Aser in naam een Israëlitische stam. Iets vergelijkbaars gebeurde er met de stammen Dan, Gad en Naftali. Uit de Amarna-brieven komt het beeld naar voren van rivaliserende stadstaten en kleine koninkrijken.
Vermoedelijk vond er aan het eind van de bronstijd migratie plaats van de kustvlakte naar de centraal gelegen hooglanden, waar rond 1200 een aantal nieuwe nederzettingen werden gebouwd. De hooglanden waren dunbevolkt; er woonden voornamelijk schaapherders. Ook veel Shasu hadden er zich gevestigd. Enkele versterkte steden werden verlaten. Ook in deze periode woonde slechts een minderheid van de bevolking in steden. Langs de strategisch belangrijke kust bouwden de Egyptenaren een aantal forten en versterkingen.
Onder farao Merenptah (1212–1202) werd een stele opgericht om een overwinning op de Liboe en Mesjwesj en het neerslaan van een opstand in Judea en Israël te herdenken. Hierbij werd Asjkelon belegerd en ingenomen. Volgens Ahlström wordt de kustvlakte met zijn urbane centra in de inscriptie aangeduid met Kanaän (Charoe) en werd melding gemaakt een vijandig Israël in de hooglanden van Israël. Deze oudst bekende vermelding van "Israël" luidt: "Israël is verwoest, zijn zaad is niet (meer)".
Kanaän was gedurende vrijwel de gehele late bronstijd een Egyptische provincie. De Egyptische overheersing duurde tot ~1135 v.Chr.

## IJzertijd en begin van de historische periode
In de IJzertijd begon ijzer het brons te vervangen. Aanvankelijk werden vooral wapens van ijzer gemaakt; later werd ijzer ook in toenemende mate voor werktuigen gebruikt. Er zijn ook enkele beelden in ijzer gevonden uit deze periode. 

De IJzertijd wordt in de regel in twee perioden onderverdeeld:
- IJzertijd I tot ~900 v.Chr.
- IJzertijd II na ~900 v.Chr.

Volgens sommige archeologen maakt de tiende eeuw reeds deel uit van IJzertijd II. IJzertijd I was een tijd van verandering en politieke versnippering. Gedurende IJzertijd II ontstonden er weer grotere staten. Wat technologie betreft kunnen ook de hieropvolgende perioden als 'ijzertijd' beschouwd worden. Pas met het aanbreken van de Moderne Tijd is er sprake van een werkelijk ingrijpende verandering van het economisch leven.
Vanaf 1200 v.Chr. hebben archeologen in enkele belangrijke steden brandlagen vastgesteld, die in verband worden gebracht met de ondergang van het internationale systeem aan het einde van de Late Bronstijd. Zo werd Ugarit, tot dan de belangrijkste havenstad, door een brandcatastrofe vernietigd. In Ugaritische teksten is sprake van groepen schepen die de kust aanvielen. Ook andere grote steden werden verwoest. Gedurende het grootste deel van de twaalfde eeuw bleef Palestina een Egyptische provincie. De Feniciërs ontwikkelden in deze periode hun Fenicische alfabet.
In de Vroege IJzertijd deed zich vrij plots een onbekend fenomeen voor, dat historisch in verband wordt gebracht met het opdagen van de Zeevolken vanuit het noorden, mogelijk zelf voortgedreven door mislukte oogsten en massale hongersnood in de nasleep van de vulkaanuitbarsting van Thera. De grootmachten Egypte en het Hettitische koninkrijk raakten verzwakt en ontregeld, en in het plotse machtsvacuüm vestigden de Fenicische stadstaten zich als belangrijke zeemachten.
Er was dus sprake van een radicale en tamelijk plotselinge verandering van de politieke verhoudingen. Deze wordt verklaard door het min of meer gelijktijdig optreden van ecologische, economische en sociale veranderingen. Tussen 1200 en 900 heerste in Voor-Azië en Noord-Afrika een ander, droger klimaat. Een reeks hongersnoden in het Egeïsch gebied, in Anatolië en Judea was hiervan het gevolg. Dit bracht de migratiestromen op gang. Voedselschaarste komt vaker in de regio voor; zelden is het gebied door een dergelijke langdurige droogte getroffen.
De slechte oogsten en het militair geweld hadden een ongunstig effect op de economie. De internationale handel in luxeartikelen nam sterk in omvang af. Koper en tin werden schaars, wat de vraag naar ijzer deed toenemen. Ook de regeringen, die het economisch leven beheersten, zagen hun inkomsten teruglopen, waardoor het centraal gezag verzwakt werd. Buitenlandse invallers namen hun kans waar. Judea bestond gedurende IJzertijd I uit kleine politieke eenheden, stadstaten, die met elkaar rivaliseerden.
Archeologen zijn het niet met elkaar eens wanneer in Kanaän IJzertijd II begint. Sommigen rekenen de tiende eeuw voor Christus nog tot IJzertijd I; anderen laten IJzertijd II al rond 1000 v.Chr. beginnen. Het verschil in periodisering hangt nauw samen met de opvatting die men heeft wat betreft de historiciteit van het koninkrijk van de koningen David en Salomo.
Gedurende de vroege IJzertijd nam de bevolking van Israël en Judea toe. Vermoedelijk leefden er aan het eind van de tiende eeuw meer dan 100.000 mensen in het gebied. Ook in de latere IJzertijd bleef de bevolking toenemen. Kort voor 700 bereikte de groei een hoogtepunt. Noll schat de bevolking aan het eind van de achtste eeuw op 400.000. Daarna begon de bevolking enigszins terug te lopen; de oorlogen met Assyrië eisten hun tol. Verreweg het grootste deel van de bevolking van Israël en Judea had altijd op het laagland gewoond: de smalle kustvlakte en de vruchtbare vallei van Jizreël.
In IJzertijd II begon ook de bevolking in de heuvels van Samaria toe te nemen. Voor het eerst werd een groot deel van de heuvels bewerkt. Wellicht woonden er in de achtste eeuw ongeveer 100.000 mensen in de heuvels ten noorden van Jeruzalem. Dit droeg in belangrijke mate bij aan de opkomst van een regionale staat.
De Fenicische en Filistijnse stadstaten bleven ook in deze periode een factor van betekenis. In Syrië hadden zich ook een aantal stadstaten gevormd, waar de macht in handen was van een Aramese, dan wel Hittitische elite. Nieuwkomers waren de koninkrijken Israël, Juda, Ammon en Moab. Verreweg de machtigste staat in Voor-Azië was Assyrië, dat een op expansie gerichte politiek voerde. Het probeerde zowel Babylonië als Syrië te veroveren. Evenals in de Late Bronstijd was dit zowel om strategische redenen als om de lucratieve handelsroutes met het Middellandse Zeegebied te beheersen. Om zich tegen Assyrië teweer te stellen sloten de staten in Syrië en Palestina coalities. Het zou twee eeuwen duren voordat Assyrië erin slaagde de regio te onderwerpen.

### Inval van de Zeevolkeren en Egyptisch verval

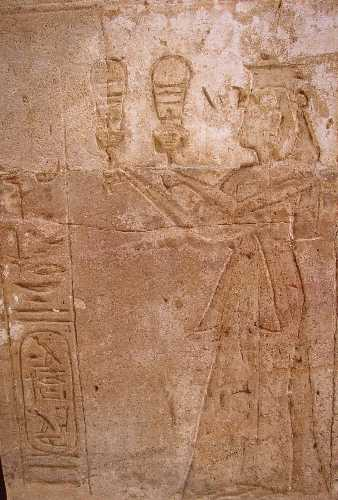
Tawosret speelt de sistrum in de Amada tempel, Nubië.

In Egypte bekleedden van 1188 tot 1182 v.Chr. Aziaten hoge posities aan het Egyptisch hof. Maar na de dood van koningin Tawosret Meryamun (19e dynastie van Egypte) verviel het land tot chaos. Aziaten beschadigden enkele Egyptische tempels en beelden, alvorens te worden uitgewezen door Sethnacht, de eerste farao van de twintigste dynastie, wiens leger hen daarbij over de grenzen joeg. Dit zou misschien de achtergrond kunnen vormen van het verhaal in de Hebreeuwse Bijbel over de Exodus onder leiding van Osarseph (Mozes).
Langs de kuststrook van de Levant vond vermoedelijk een migratiegolf plaats in de richting van het zuiden van Kanaän. Daarbij kunnen de Kanaänieten in het noorden en westen tijdelijk zijn verhuisd. Ook op Cyprus vestigden zich invallers. De migranten waren vermoedelijk afkomstig uit Turkije en het Egeïsch gebied. De migranten moeten in tamelijk grote groepen binnengevallen zijn. Schattingen zijn niet te geven. In Egyptische bronnen worden vijanden vermeld die probeerden de Nijldelta binnen te dringen. Deze invallers worden door historici de 'Zeevolken' genoemd. Ook de Filistijnen (de Peleset in Egyptische bronnen) behoren hiertoe. Het is mogelijk dat de eeuwen later opgeschreven verhalen over migratie en oorlog in "Exodus" en "Jozua" teruggaan op in het collectief bewustzijn voortlevende herinneringen aan de gebeurtenissen van deze tijd.
In 1187 v.Chr. kwam er een poging tot invasie van Egypte door de Zeevolken, waaronder P-r-s-t, de Filistijnen. Bij tegenaanvallen van de farao werd een deel van Kanaän ten westen van de Jordaan vernietigd. Nadien mochten deze volken (Filistijnen, Tjekker en mogelijk ook Denyen) zich aan de kustweg vestigen ("De weg van de Filistijnen"). Gaza, Ashdod, Ekron, Gath en Ashkelon waren de vijf Filistijnse steden. Ze tonen archeologisch verband met de Myceense cultuur. Zij namen de lokale Kanaänitische cultuur aan, maar Indo-Europese invloed blijkt uit een aantal Filistijnse woorden.
Egypte overheerste Kanaän nog tot het eind van de twaalfde eeuw v.Chr. Onder de twintigste dynastie was het aanvankelijk nog een grootmacht. Spoedig trad echter verval in. Na ~1130 is Egyptische aanwezigheid in Kanaän niet meer aantoonbaar. Rond 1200 kwam er ook een eind aan het rijk van de Hittieten, die tot dan toe Syrië hadden beheerst. Terwijl de Levant tijdens de Bronstijd lange tijd was overheerst door omliggende grootmachten, kwam daar nu tamelijk plotseling een eind aan.

### Opdeling van Kanaän
De verzwakking van de grootmachten maakte de weg vrij voor de opkomst van onafhankelijke stadstaten en kleine rijkjes.
In Kanaän kunnen we drie sterke groepen onderscheiden:
- In Fenicië herwonnen de oude stadstaten hun vrijheid, waarvan Byblos, Sidon en Tyrus de belangrijkste waren.
- In het zuiden van Syrië en het noorden van Judea ontstonden Aramese koninkrijken, waaronder Hamath en Damascus.
- Een derde groep waren de Filistijnse stadstaten langs de kust, zoals Gaza en Ekron.

Tussen 1200 en 1100 v.Chr. werd het grootste gedeelte van zuidelijk Kanaän door Israëlieten ingenomen. Het deel dat nog duidelijk onder Kanaänitische vlag bleef, werd in het Oude Griekenland aangeduid met de Griekse naam Fenicië, dat 'purper' betekent, in verband met de beroemde kleurstof die er werd gewonnen. Veel later (6e eeuw v.Chr.) zou Hecataeus aangeven dat de oude naam van Fenicië χνα was, een naam die Philo van Byblos vervolgens in de mythologie opnam als eponiem voor de Feniciërs: "Khna, dat later Phoinix werd genoemd".

### Bloei van Fenicië
Rond 1150 v.Chr. plunderden Doriërs het Griekse schiereiland en verwoestten er de Myceense centra. De val van de Myceners maakte voor Fenicië de weg vrij om het handelsverkeer via de zee te beheren en uit te bouwen, waardoor het zijn autonomie in stand hield. Interne strubbelingen in Egypte onder Ramses VI zorgden voor de Egyptische terugtrekking uit Beth Sean, de Jordaanvallei, Megiddo en Gaza. Intussen was Sidon samen met Tyrus en Arvad een van de belangrijkste havensteden, die schatting aan Assyrië betaalden.
Het gezag in de Fenicische steden steunde op drie machtsbasissen: de tempel met de priesteressen, een raad van ouderen, en een koning. Byblos werkte zich spoedig als centrum op vanwaaruit zij de Mediterrane en Eritese (Rode Zee)routes domineerden. In deze stad werd ook de eerste inscriptie in het Fenicisch alfabet gevonden (op de sarcofaag van Ahiram (ca. 1200). Maar tegen 1000 v.Chr. had zij haar eerste plaats moeten ruilen met Tyrus en Sidon.
Volgens de oude Griekse bronnen werden al heel vroeg Fenicische kolonies ingeplant zoals die van Cádiz (1110 v.Chr.) en ook Lissabon, al zijn er geen archeologische aanwijzingen die zulke vroege data staven. Mogelijk waren het toen nog maar basale halteplaatsen, die pas later tot steden uitgroeiden.

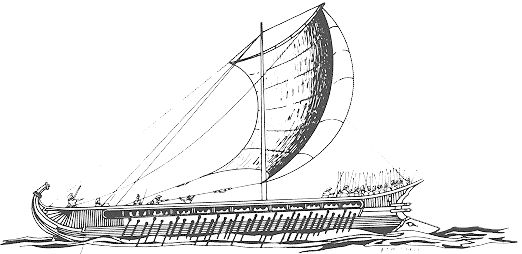
Een Grieks trireem naar Fenicisch voorbeeld.

Het begin van een lange hegemonie van Tyrus werd gemarkeerd onder het bewind van Hiram (969-936 v.Chr.), die een rebellie in de Tunesische kolonie Utica neersloeg. Ithobaäl I regeerde van 887-856 over Fenicië tot in Beiroet en deels ook Cyprus. Carthago werd in 814 v.Chr. gesticht door Pygmalion (880-774). Door Feniciërs en buitenlanders werden degenen die tot de verenigde stadstaten van Fenicië hoorden "Sidonia" (Sidon) of "Tyria" (Tyrus) genoemd. Feniciërs en andere Kanaänieten werden "Zidoniërs" of "Tyriërs" genoemd in de tijd dat de ene Fenicische verovering op de andere volgde.

#### Alfabet en schrift
Intussen ontwikkelden de Feniciërs om praktische redenen het Fenicisch alfabet, om daarmee hun handelssysteem administratief op de vlotste manier te kunnen beheren. Het schrift op zich was al enkele millennia eerder in Mesopotamië ontwikkeld en ook hier overgeleverd, maar de Fenicische wijze van noteren zou de basis worden voor het Griekse alfabet, evenals het Aramese/Hebreeuwse, Arabische en tal van andere alfabetten. De lettertekens vertoonden grote overeenkomst met die van het Proto-Sinaïtisch, dat al eerder genoemd werd.
Fenicische geschreven bronnen zijn grotendeels verdwenen, omdat zij op papier en perkament waren geschreven. In latere werken wordt enkel een schrijver als Sanchuniathon geciteerd, alhoewel Sallustius en Augustinus van Hippo melden dat de Feniciërs een zeer uitgebreide literatuur bezaten. Wat we van hen weten komt vooral van hun buren, de Grieken en Hebreeën. "Landbouw" was een werk van de Fenicische schrijver Mago.
Er ging een grote invloed uit van de Feniciërs op andere groepen rond de Middellandse Zee, zoals de Grieken die later hun commerciële rivalen werden. Volgens de Bijbel werkte koning Hiram I samen met Salomon bij een expeditie naar de Rode Zee en bij de bouw van de tempel. De tempel van Salomo zou geheel volgens het Fenicisch concept zijn gemaakt en aldus een goed voorbeeld zijn van hoe de oude tempels eruitzagen. Feniciërs uit het gebied dat later Syrië werd, werden ook Syro-Feniciërs genoemd.

### DeExodusen de 'verovering' van Kanaän: een historiografisch probleem
De Hebreeuwse Bijbel bevat een aantal verhalen die niet op de historische werkelijkheid blijken terug te gaan en vooral een ideologische achtergrond hebben. Het verhaal van de uittocht uit Egypte en de verovering van het Beloofde Land speelt in het joodse gedachtegoed een centrale rol. Hiervan wordt verhaald in de Bijbelboeken Exodus, Numeri en Jozua. Mozes zou de Israëlieten uit Egypte hebben bevrijd; en onder leiding van Jozua zou 'veertig jaar' later een groot deel van Kanaän zijn veroverd. Volgens Exodus en Numeri telde het volk dat Mozes volgde zo'n 600.000 strijdbare mannen. Vrouwen en kinderen meegerekend zou de totale bevolking op basis van dat cijfer meer dan twee miljoen zielen hebben geteld. De bevolking van Egypte wordt in deze periode geschat op ongeveer drie miljoen inwoners. Een dergelijke massale uittocht of migratiestroom wordt in geen enkele Oud-Egyptische bron vermeld. Evenmin is er enige archeologische aanwijzing van een dergelijke massale migratie gevonden, terwijl men dat redelijkerwijs mag verwachten, indien het verhaal op waarheid zou berusten.
Strabo en Tacitus rapporteren over een uittocht, zij het elk op hun eigen manier, en veel kleinschaliger dan in de Hebreeuwse Bijbel wordt gesuggereerd, en zonder vermelding van enig tijdstip.

#### Beschrijving in de Hebreeuwse Bijbel

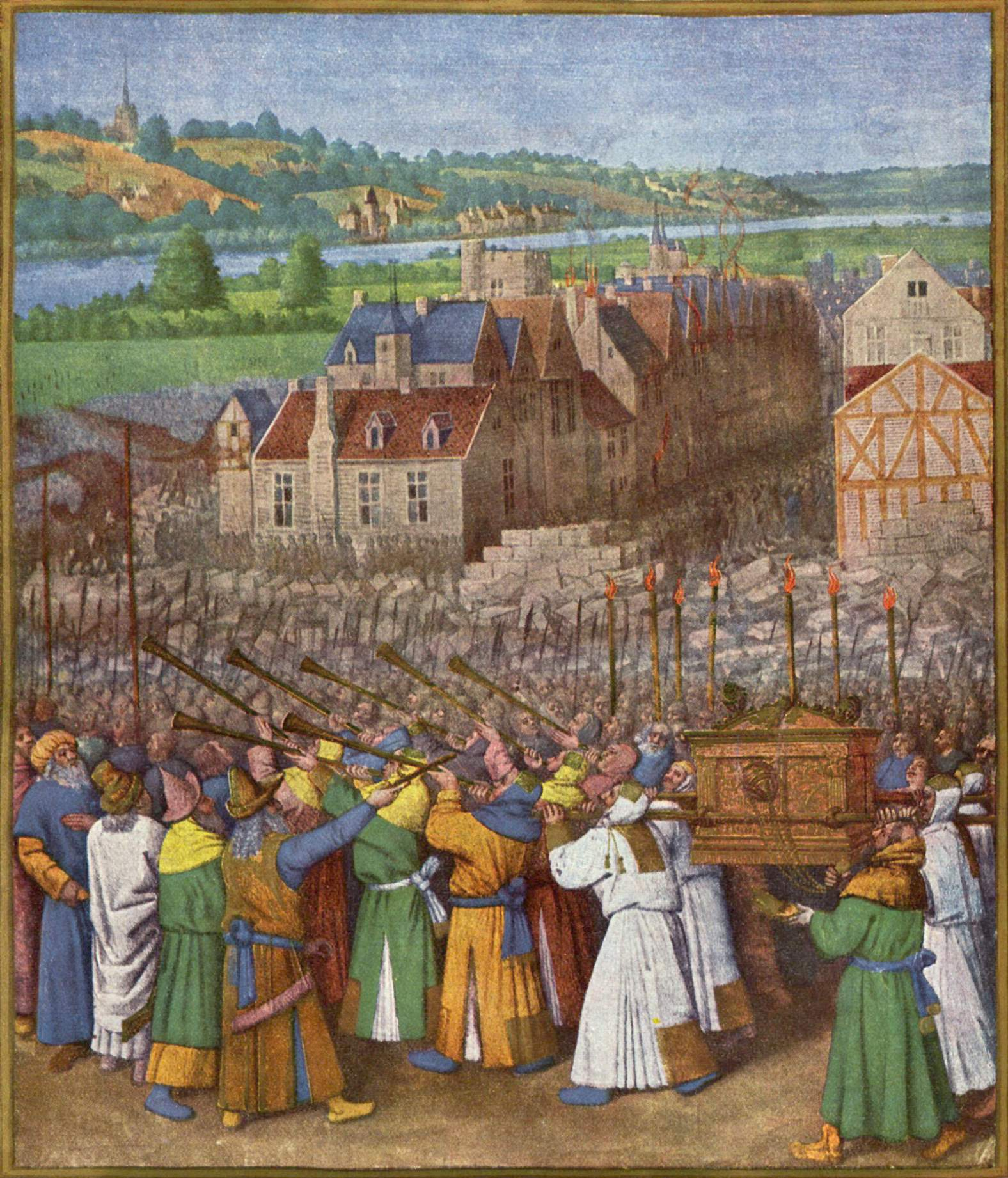
Middeleeuws schilderij van Jean Fouquet van het Bijbelse verhaal over de val van Jericho.

Volgens de Hebreeuwse Bijbel zou Jozua het leiderschap van het volk van de Israëlieten overgenomen hebben. Onder zijn commando vond de invasie van Kanaän plaats, beginnend bij Jericho dat geheel werd geplunderd en platgebrand (Jozua 6:21). De opdracht werd duidelijk geformuleerd. Het was uitdrukkelijk de bedoeling Amorieten, Kanaänieten, Hettieten enz. vooruit te drijven vanuit het zuiden: "hun altaren zult gij omverhalen, hun gewijde stenen verbrijzelen en hun gewijde palen omhouwen, want gij zult niet buigen voor een andere god" (Exodus 34:11-15). Bij opstandigheid werden zware straffen toegepast waaronder steniging (Leviticus 24:14).
Heber was een Keniet (afstammeling van Kaïn), die de oorlogsplannen van de Israëlieten aan de Kanaänieten verried, mogelijk om hen te misleiden. Jaël was zijn echtgenote. Zij doodde Sisera, de legeraanvoerder van Jabin, de koning van Kanaän, toen die in haar tent 'vluchtte' en er daarna in slaap viel (Rechters 4-17).

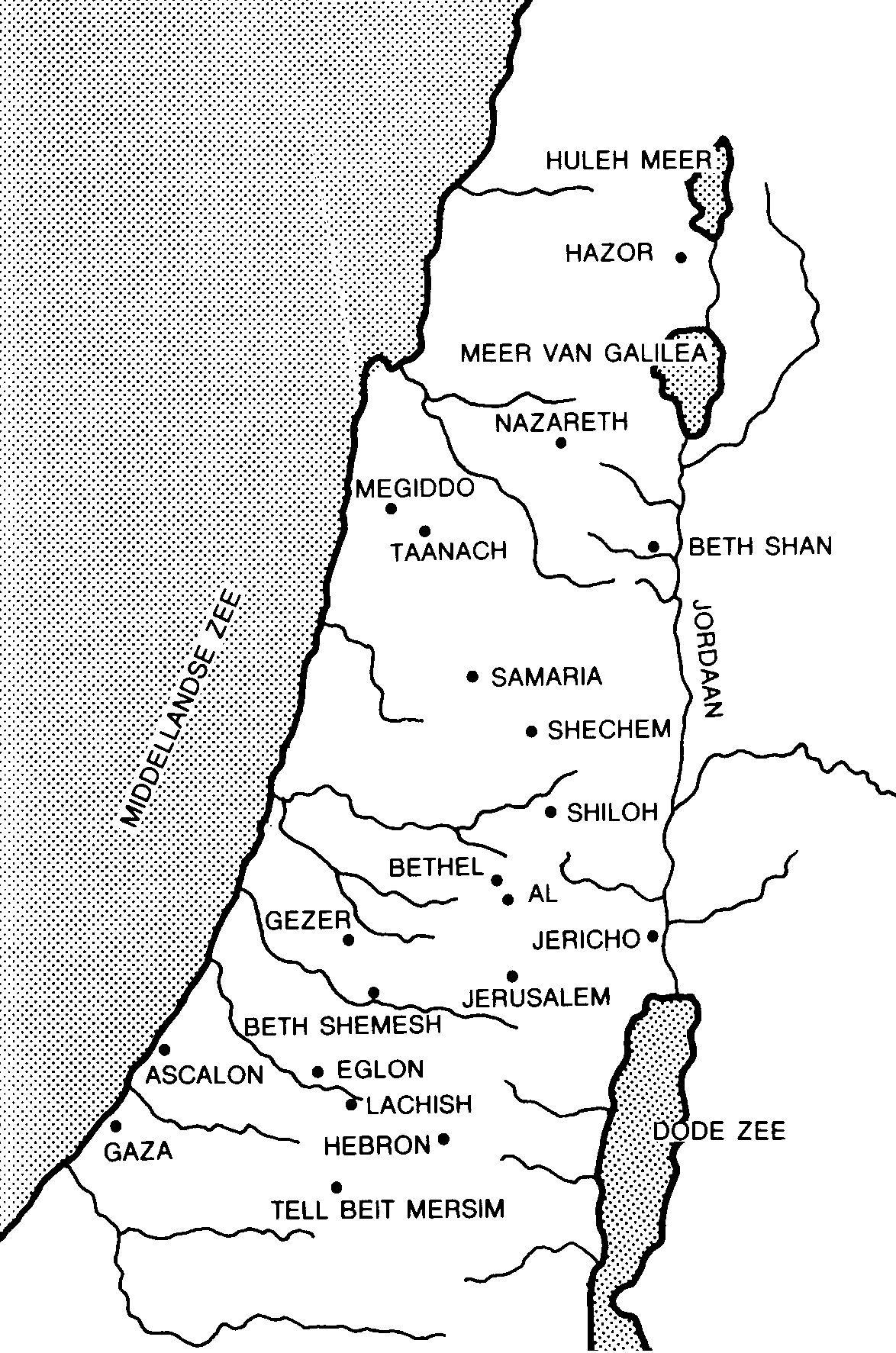
Kanaän ten tijde van het Oude Testament.

Later bepaalde de wet dat de Israëlieten van hun erfelijk bezit steden moesten afstaan aan de Levieten, zodat die er (alleen) konden wonen, evenals weidegronden eromheen (Numeri 35:2). De wet voorzag verder dat andere Israëlieten een Leviet die binnen hun poorten woonde 'niet aan zijn lot overlieten'. Ook werd de vrijheid van de vrouw en haar recht op erfenis en zelfstandige bezittingen door steeds meer wetten van de Levieten aan banden gelegd. Bepaalde tempelrituelen werden als losbandigheid bestempeld en verboden op straf van steniging. De asherahs werden op last van de Levieten overal bij de tempels omgehakt.
De verovering van Kanaän door de Israëlieten in de 12e eeuw v.Chr. zou ettelijke jaren geduurd hebben tot ver in het noorden in zuidelijk Libanon de steden Gibeon, Hazor en Baäl Gad onder de berg Hermon waren vernield. Het Koninkrijk Israël ('Twaalfstammenrijk'), dat aldus ontstaan zou zijn in 1020 v.Chr. met als eerste koning Saul, zou stand gehouden hebben tot na de regering van koning Salomo in 928 v.Chr. Daarna zou dit na inwendige twisten het 'Tienstammenrijk' Samaria worden, terwijl zich zuidelijker het koninkrijk Juda afsplitste als het 'Tweestammenrijk'. Het noordelijk gedeelte van het vroegere Kanaän zou Fenicië geworden zijn.
De hierboven gegeven beschrijving van het verschijnen van het volk Israël in Kanaän is een weergave van het zogenaamde Conquest Model. Tegenwoordig geldt deze visie, die vrijwel geheel aan de Bijbel ontleend is, als achterhaald. Er zijn nauwelijks nog historici die dit 'veroveringsmodel' verdedigen. Het is onmogelijk gebleken deze theorie in overeenstemming te brengen met de aan de archeologie ontleende gegevens. Het wordt waarschijnlijker geacht dat de Israëlieten afstammen van de Kanaänieten. In de tijd waarin de Bijbel de verovering van Kanaän situeert, zouden deze Israëlieten de heuvels zijn gaan bevolken terwijl de Kanaänieten (later Feniciërs genoemd) achterbleven in de kustvlakte.

### Rijk van David en Salomo in de traditionele Bijbelse visie
In het Bijbelboek "II Samuel" wordt beschreven hoe David door verovering een koninkrijk creëert in Palestina. Zijn zoon Salomo zou zelfs geregeerd hebben over een rijk dat zich uitstrekte van de Eufraat tot de grenzen van Egypte. Beide vorsten zouden 'veertig jaar' hebben geregeerd. Volgens de Bijbelse chronologie regeerde David van ~1060 tot ~1020. Deze datering wordt op basis van gegevens ontleend aan Mesopotamische geschriften algemeen afgewezen. In plaats daarvan wordt de regering van David gewoonlijk gedateerd van ~1000 tot ~960 en de regering van Salomo van ~960 tot ~920. Het herhaald gebruik van het symbolische getal 'veertig' heeft veel historici aan de betrouwbaarheid van de traditie doen twijfelen.
Saul zou hebben geregeerd in de heuvels van Samaria en in gebieden aan de overzijde van de Jordaan. In de Bijbel wordt zijn oorlog met de Filistijnen in het kustgebied en de Vallei van Jizreël beschreven. Volgens I Samuel 31 vond hij hierbij de dood op het slagveld. De relatie tussen Saul en David was gecompliceerd. Aanvankelijk was David een generaal die diende onder Saul.
In "II Samuel" wordt beschreven hoe David eerst koning wordt van Juda, en vervolgens ook van Israël. Pas daarna zou David Jeruzalem hebben veroverd op de Jebusieten. Dit wordt vervolgens zijn hoofdstad. Dat David wordt opgevolgd door zijn zoon Salomo komt als een verrassing. Een aantal oudere broers zou voortijdig zijn gestorven. In "I Koningen" wordt Salomo een belangrijke rol toegedicht in de internationale handel en hij zou in Jeruzalem een tempel gebouwd hebben.
Volgens de Bijbel volgde na Salomo's dood de splitsing in het noordelijke koninkrijk Israël en het zuidelijke koninkrijk Juda, waarschijnlijk wegens een interne machtsstrijd.

#### Kritiek op de Bijbelse historiciteit
Volgens de Bijbelse overlevering omvatte het rijk van David en Salomo zowel het latere koninkrijk Israël als het latere koninkrijk Juda. Pas na de dood van Salomo zou dit 'verenigd koninkrijk' uiteen zijn gevallen. In de rest van Voor-Azië is sprake van opkomende monarchieën ná de politieke versnippering van IJzertijd I. Indien de Bijbelse overlevering de ontwikkeling correct weergeeft, wijkt de ontwikkeling in Israel en Judea dus af van de ontwikkeling in de regio als geheel.
Er is over de periode tussen de zestiende en de achtste eeuw v.Chr., ondanks vele opgravingen en onderzoekingen, maar heel weinig gevonden. Er zijn dan ook weinig historische of archeologische bewijzen voor het bestaan van een krachtige monarchie onder de koningen Saul, David en Salomo. Sommige wetenschappers – zoals Israel Finkelstein en Neil Asher Silberman – hebben op grond van archeologische gegevens van de laatste dertig jaar kritische kanttekeningen bij de historiciteit van de Bijbelse gegevens geplaatst. Volgens hen hebben de grote rijken van David en Salomo niet bestaan en dient de geschiedenis tot en met Salomo volledig herschreven te worden. Volgens beide onderzoekers is de geschiedenis van de oude Israëlieten als volgt verlopen:
- Tot 1005: Het hoogland van Kanaän werd geleidelijk bevolkt in de late bronstijd door een groep mensen, de Hebreeën of Israëlieten, die geen varkensvlees aten. Er is in die periode geen aanwijzing voor een vijandige overname van buiten; de Israëlieten stammen af van de Kanaänieten.
- 1005-931: De grote rijken van de koningen David en Salomo hebben in de overgeleverde vorm niet bestaan: het land was dunbevolkt en kon niet genoeg belasting opbrengen om een leger in stand te houden.
- 931-724: Tot in de late 7e eeuw voor Christus waren de Israëlieten polytheïstisch. De aan Salomo toegeschreven bouwwerken waren van koning Omri en zijn nazaten, die polytheïstisch waren en Israël tot grote bloei brachten; Juda was in die periode een arme landbouwstaat. In 724 wordt Israël ingelijfd in het Assyrische rijk en houdt op te bestaan.
- 724-586: Het koninkrijk Juda beleefde een grote bevolkingstoename door vluchtelingen uit Israël toen dit door de Assyriërs veroverd werd, en het bloeide op onder Manasse dankzij een lucratieve olijfoliehandel. Het monotheïsme werd gecultiveerd vanuit Jeruzalem, en kwam tot een culminatie onder koning Josia, die (vergeefs) het zwaard opnam tegen de grootmacht Egypte, toen die staat in 609 tegen Babylon optrok. In 586 werd Juda ingelijfd in het Babylonische rijk.

Hun kritiek is echter niet onomstreden; de tijdrekening die Finkelstein en Silberman hanteren zou niet de enig mogelijke zijn.

Kaart van Palestina rond 830 voor Christus.
Koninkrijk van Juda
Koninkrijk van Israël
Filistijnse stadstaten
Fenicische stadstaten
Koninkrijk van Ammon
Koninkrijk van Edom
Konininkrijk Aram-Damascus
Arameeërs
Arabische stammen
Nabateeërs
Assyrische Rijk
Koninkrijk Moab

### Opsplitsing rijk van David en Salomo volgens de Bijbelse overlevering
In "I Koningen" wordt beschreven hoe het Bijbelse rijk van David en Salomo na de dood van Salomo uiteenvalt. De officiële aanleiding voor het uiteenvallen van de eenheidsstaat zou een twist zijn geweest over de zware belastingen die koning Salomo hief om zijn vele bouwprojecten zoals de tempel, en zijn leger te bekostigen. De noorderlingen (eigenlijke Israëlieten) vroegen Salomo's opvolger Rehabeam belastingvermindering, maar dit verzoek werd afgewezen. Hierop scheidden de tien Israëlitische stammen uit het noorden zich af en stelden een eigen koning, genaamd Jerobeam aan, een vroegere populaire generaal van Salomo. Door de splitsing viel het eerste rijk uiteen in het Juda en Israël. Koningin Maächa en Rechabeam bleven als vazalvorsten van Juda aan de macht tot 915 v.Chr. Tijdens de onrust en instabiliteit die volgde, begonnen ook weer de overvallen en invasies van de buurlanden, die al in de tijd van de Richteren gebruikelijk waren. Deze voorstelling van zaken wordt niet langer algemeen aanvaard.

### Koninkrijk Israël
In de heuvels van Samaria vormde zich een nieuwe politieke macht. Volgens Assyrische bronnen heerste hier in de negende eeuw het geslacht Bit Humri. De Bijbel noemt de koningen Omri, Achab, Achazja en Joram. In de 9e eeuw wordt het Koninkrijk Israël een sterke macht onder koning Omri. Enkele generaties later ontstond een vergelijkbaar staatje rond Jeruzalem. De in Jeruzalem heersende dynastie wordt onder andere in een inscriptie Bet Dawîd, het Huis van David, genoemd. In 722 v.Chr. valt koninkrijk Israël in handen van het Nieuw-Assyrische Rijk; In de negende eeuw was het rijk van de Assyriërs immers tot een machtige staat uitgegroeid. Het koninkrijk Juda hield langer stand en kende een hoogtepunt onder Josia aan het einde van de 6de eeuw.

#### Omriden
In 881 v.Chr. werd Omri koning van Israël. Omri was aanvankelijk commandant van het Israëlitische leger tijdens de heerschappij van de vorige koning Ela tot aan diens dood.

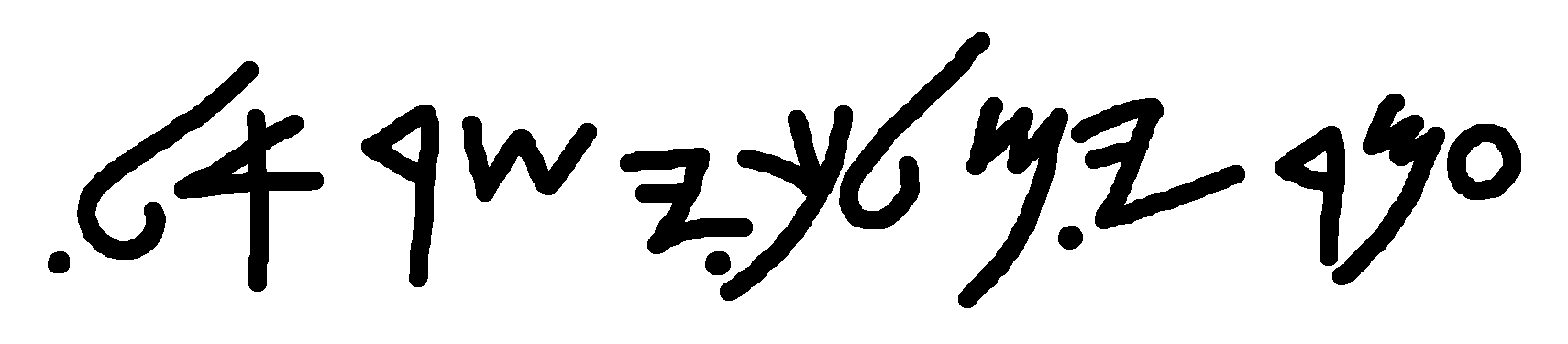
De vermelding Omri koning van Israël op de stèle van de Moabitische koning Mesa

Omri is de eerste koning van zowel Israël als Juda die ook in documenten van andere staten genoemd wordt. Zijn politiek was erop gericht de belangrijke handelsweg dwars door het huidige Jordanië te beheersen, de oeroude karavaanroute, die de Koninklijke Weg genoemd werd. Daartoe was Omri er niet voor teruggeschrokken om het koninkrijk Moab te onderwerpen.
Omri stabiliseerde ook zijn politieke grenzen en herstelde de betrekkingen met het politieke Jeruzalem door het uithuwelijken van zijn kleindochter Atalia aan de koning van Juda in het zuiden. Hij regelde ook een huwelijk van zijn zoon Achab met Izebel van Tyrus, waarmee hij een belangrijke handelsovereenkomst verzegelde met Fenicië in het noorden.
Omri werd geconfronteerd met een netwerk van religieuze belangen dat zich van over de zuidgrens uitspreidde met zijn hoofdzetel in de jahweïstisch geworden tempel in Jeruzalem. De invloed van de Levieten was aanzienlijk want zij hadden van in het begin hun stempel op de politieke en ook militaire situatie gedrukt en gingen daar ook mee door. Zij waren het die middels hun profeten bepaalden wie de wereldlijke macht kreeg en op welke voorwaarden hij die kon uitoefenen. Om de religie buiten de macht van de priesters te houden had Omri een drietal belangrijke maatregelen voorzien. Ten eerste werd het bouwen van altaren op hoge plaatsen, en van tempels volgens de oude cultus, uitdrukkelijk weer toegelaten en zelfs aangemoedigd. Priesters werden vervolgens ook buiten de familie van de Levieten aangeduid, die tot dan zichzelf een erfrecht op deze functies hadden weten te bezorgen. En ten slotte werden ook nog tempels voor de Kanaänitische god Baäl bijgebouwd. Het waren drie maatregelen die uiteraard erg negatief bekeken en becommentarieerd werden vanuit het koninkrijk Juda, met name bij monde van de profeten. In feite was geen enkele van deze maatregelen echter nieuw. Ze waren ook reeds in zekere mate van toepassing geweest onder het bewind van Jerobeam I. Maar Omri bleek op alle gebied een goed strateeg te zijn.
Omri zat stevig genoeg in het zadel om het koninkrijk Israël bij zijn dood aan zijn zoon Achab na te laten. Hiermee slaagde hij erin een dynastie te vestigen, die dan ook die van de Omriden wordt genoemd. Zijn nakomelingen heersten niet alleen voor de volgende veertig jaar over Israël, maar ook kort nog over Juda. In Assyrische inscripties wordt Israël nog lang na zijn dood "Land van Omri" genoemd.
In 850 v.Chr. maakte koning Achab, zoon van Omri, een asherah (heilige boom) op aanraden van zijn echtgenote Izebel, de dochter van de koningin van Sidon, die samen met de koning als hogepriesteres voor Astoreth en Baäl diende. In de laatste regeringsjaren van Achab en Izebel was de oppositie tegen hun liberale religieuze politiek voortdurend aangewakkerd door een van de vroege joodse profeten, Elia. Achab stierf in een veldslag. Koningin-moeder Izebel bleef derhalve de macht achter de schermen uitoefenen terwijl twee van hun jonge zonen kort achter elkaar over het koninkrijk Israël regeerden. Koning Joram volgde zijn broer Achazja op die na een val was overleden. Kort na zijn troonsbestijging kwam de Moabitische koning Mesha, wiens rijk schatplichtig was aan Israël, in opstand tegen Joram. Samen met koning Josafat van Juda en de koning van Edom, trok Joram op tegen Mesha. Ze moesten zich echter al snel terugtrekken of werden verslagen (naargelang de bron). Mesha richtte een stele op die overwinning op Israël herdacht.
Met de assyriologie komen voor het eerst onafhankelijke bronnen van tijdgenoten naar voren ter controle van de Bijbelse historie van die tijd. Zo komen bijvoorbeeld de namen van koningen als Omri, Achab, Jehu in de Assyrische bronteksten voor. En de verslagen sluiten wederzijds op elkaar aan (mits de nodige respectievelijke overdrijvingen of weglatingen). Op de Stele van Mesha wordt Omri eveneens vernoemd. De stele is gemaakt in 830 v.Chr. maar herinnert aan feiten van enkele decennia eerder. Het is een grote plaat van basalt, later in drie stukken teruggevonden, en nu bewaard in het Louvre:
Wat Omri betreft, koning van Israël, hij vernederde Moab vele jaren... En zijn zoon volgde hem op en ook hij zei: 'ik zal Moab vernederen'. Zo sprak hij in mijn tijd, maar ik overwon hem en zijn huis, terwijl Israël onderging voor immer.

#### Einde Omriden-dynastie en verzwakking Israël
Ondertussen werd de haatcampagne jegens Izebel door de opvolger-leerling van Elia, Elisa, voortgezet. Elisa organiseerde een militaire coup tegen de koninklijke familie en riep legeraanvoerder en strijdwagenrijder Jehu tot koning uit 'in naam van de Heer'. De hele koninklijke familie (een 70 tal leden) werd daaropvolgend uitgemoord. Jehu riep daarna al de Baälpriesters en vereerders in hun tempel in Samaria bijeen voor een 'offer', maar liet allen afslachten en de tempel met de grond gelijk maken. Deze gewelddadige gebeurtenissen leidden voor het koninkrijk Israël een episode van riskante zwakte in voor de daarop volgende vijftig jaar. Ook in koninkrijk Juda duurde het een hele tijd vooraleer er stabiel bestuur werd ingesteld.

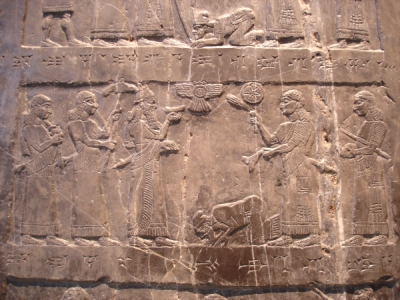
Zwarte obelisk (British Museum) toont Jehu knielend, de grond kussend aan de voeten van Salmanasser III.

Salmanasser III trok in 841 v.Chr. opnieuw naar Syrië maar nu ook naar het noorden van Israël, en verwoestte er volgens zijn inscripties talloze steden. Hij vorderde schatten van Tyrus, Sidon en "Jehu, zoon van Omri" (dat wil zeggen van het huis van). Onder het bewind van Achab, die een alliantie met Assyrië had aangegaan, was Israël nog gelijkwaardig bondgenoot geweest. Onder Jehu werd het aan Assyrië onderhorig gemaakt, zoals blijkt op de afbeelding die Salmanassar III liet maken op de Zwarte obelisk.

### Koninkrijk Juda
In de 9e eeuw was Juda een arme staat vergeleken met zijn buren, waaronder Israël onder de Omriden. In 918 v.Chr. was farao Sjosjenq I (in de Bijbel waarschijnlijk met de Hebreeuwse naam Sisak aageduid) met een strafexpeditie door Palestina getrokken en had zowel in Juda als in Israël, waar hij Megiddo plunderde, verwoestingen aangericht. Sjosjenqs zegetocht staat op de tempel in Karnak afgebeeld.
Omstreeks 842 v.Chr. regeerde koningin Atalja in Jeruzalem. Atalja was de kleindochter van de Israëlitische koning Omri en dochter van zijn opvolger Achab en Jezebel. Haar huwelijk met de Judese koning Joram bezegelde een vredesverdrag tussen Israël en Juda. Na de dood van Joram volgde ze haar man op als koningin van Juda. Als kleindochter van de hogepriesteres en priester in Sidon had zij in de ogen van veel Kanaänieten, vooral van de vrouwen, het legitieme recht om deze functie uit te oefenen. Als Fenicische en dochter van Izebel was zij vereerster van Baäl die in Israël al vereerd werd, en voerde zij de oude cultus ook in Jeruzalem, hoofdstad van Juda, in. Zij kreeg in Israël dezelfde weerstand van joodse fanaten als Izebel en werd omgebracht. Tijdens een bezoek aan koning Joram van Israël werd Achazja van Juda net als Atalja's moeder Izebel vermoord door Jehu van Israël, een volgeling van de profeet Elisa.
Ook koning Achaz (ca. 735-727) volgde de oude religieuze cultus. Net als in Israël, trokken de profeten, waaronder de Leviet Jesaja, sterk van leer tegen de praktijken van de oude polytheïstische cultus. Ten tijde van het bewind van Achaz van Juda werd Israël veroverd door de Assyriërs en werd een vazalstaat. Jesaja waarschuwde voor de ondergang van het koninkrijk als de koningen de 'ware God' niet zouden eerbiedigen.
De zoon van Achaz, Hizkia, voerde een duaal beleid tegenover de Assyriërs. Naar buiten toe toonde Juda zich als een loyale vazal van Assyrië, maar tegelijkertijd bereidde hij de hoofdstad van Juda, Jeruzalem, voor op een beleg. Hij versterkte de stadsmuren en zou een 533 meter lang ondergronds kanaal (de Hizkia-tunnel) aangelegd hebben van de bij de stad gelegen Gihon-bron naar de Vijver van Siloam binnenin de stad. Toen in 704 v.Chr. de Babyloniërs tegen de Assyriërs ten strijde trokken, steunde Hizkia de opstand tegen de Assyriërs, tezamen met andere Syrische vorsten en in de hoop op steun van Egypte. De Assyrische koning Sanherib ondernam hierop een veldtocht tegen de Syriërs en veroverde het zuiden van Palestina (701 v.Chr.) voordat Egyptische hulp kon arriveren. Op deze veldtocht verwoestte Sanherib de Judese stad Lachis. Hierna stuurde Sanherib een leger af op Jeruzalem om ook die stad te belegeren. Deze belegering werd echter afgebroken. In de Bijbel wordt gesproken van de totale vernietiging van het leger van Sanherib door een engel van God waardoor Sanherib zich genoodzaakt zag huiswaarts te keren.
Volgens de Griekse geschiedschrijver Herodotus werd het leger van de Assyriërs getroffen door een muizenplaag en een andere theorie is dat Sanherib het beleg staakte nadat Hizkia hem goud en zilver had betaald. Assyrische bronnen, die uit archeologische opgravingen zijn gevonden, bevestigen deze theorie.
Tijdens zijn bewind stelde Hizkia religieuze veranderingen in. Hij speelde onderdanigheid aan de Assyrische grootvorst en bracht tegelijk religieuze hervorming in gang om insluipend heidendom uit te roeien. Hij schafte de verering van de Assyrische goden af en concentreerde zich op de verering van JHWH. De zoon van Hizkia, Manasse richtte opnieuw aserah's op, net als zijn zoon Amon die hem na vijfenvijftig jaar regeren opvolgde.
Volgens de Bijbel was de regeringsperiode van Manasse zowel op nationaal politiek als op religieus gebied een vervolg op dat van zijn grootvader, koning Achaz. Onder Manasse werden de aserah's die door voorganger Hizkia waren vernietigd weer opgericht ter ere van de moedergodincultus en werd de verering van JHWH, die zijn vader had ingevoerd, opnieuw ongedaan gemaakt. Profeten als Jesaja en Micha, voerden oppositie tegen het beleid van koning Manasse en werden daarvoor zwaar vervolgd. Jesaja zou hierbij ten slotte om het leven zijn gebracht (2 Koningen 21, Jeremia 2).

#### Koninkrijk Juda onder Josia

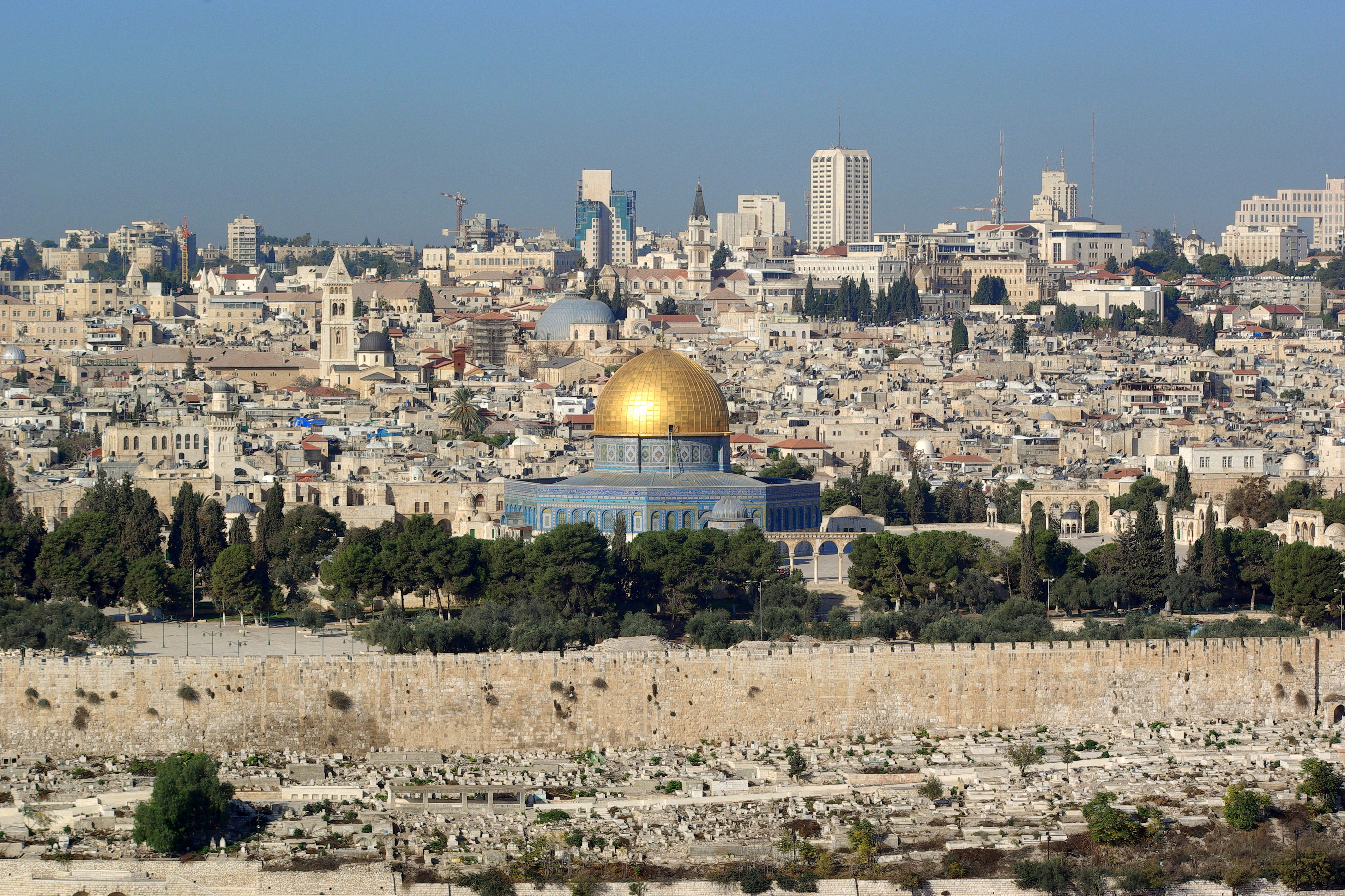
Jeruzalem, oud en nieuw

Onder Josia (einde 6e eeuw) begon men in Juda met het verzamelen en redigeren van geschriften voor de (later samengestelde) Hebreeuwse Bijbel en werden de lokale rituelen fel bestreden. Dit gebeurde nadat bij restauratiewerkzaamheden van de tempel van Jeruzalem een boekrol met daarin een oude wettekst gevonden was (tegenwoordig denken veel wetenschappers dat het om het Bijbelboek Deuteronomium ging of om een oude wettekst die later het Bijbelboek Deuteronomium werd). Vooral de profeet Jeremia maakte zich hier sterk voor. Hierdoor werd het geloof in God gecentraliseerd en verdwenen veel lokale religies. Het verzamelen en redigeren werd pas voltooid ten tijde van de Babylonische ballingschap.
In de Bijbel wordt regulering van het geloof beschreven in het boek Koningen. Omstreeks 630 v.Chr. haalt de Levitische priester Hilkia, die koning Josia diende, het 'gerei' dat voor Aserah en Baäl was gemaakt uit de tempel in Jeruzalem. Omstreeks 620 v.Chr. kwamen vrouwen in de tempel nog ritueel weeklagen om Tammuz, de zoon-minnaar van de Godin, zoals wordt vermeld in het boek Ezechiël. G. Widengren bevestigt dat deze rituele rouw om Tammuz in Israël plaatsvond net zoals in Mesopotamië. In Jeremia's tijd, omstreeks 620 v.Chr., beklaagden opstandige vrouwen zich over het optreden van Josia en verkondigden openlijk dat zij van plan waren om de 'Koningin van de Hemel' te blijven vereren. Hoewel het bevel tot de vernietiging van kunstvoorwerpen dat van de Levieten uitging er waarschijnlijk toe heeft geleid dat in zuidelijk Kanaän minder archeologische vondsten zijn gedaan dan in de rest van het Nabije Oosten, is er in de andere landen waarin Hebreeën woonden of waar ze mee in contact waren, zoals Egypte, Babylonië, Sinaï en het noorden van Kanaän, wel een reusachtig aantal bewijsstukken van wijd en zijd vereren van de vrouwelijke godheid opgegraven.
Tijdens het bewind van Josia kon Juda aanvankelijk profiteren van de tijdelijke zwakheid van de grote mogendheden. Het Assyrische Rijk raakte langzaam in verval en het Babylonische Rijk was nog niet sterk genoeg om de leidende rol van Assyrië in de regio over te nemen. Josia veroverde gebied dat tot de verovering van Israël door Assyrië bij Israël had gehoord.
Later bond Josia de strijd aan met Egypte. In 609 v.Chr. probeerde Josia het oprukkend Egyptisch hulpleger van Necho II voor Assyrië te stoppen, maar zijn leger werd verslagen. Hij sneuvelde in deze slag bij Megiddo en dit betekende het einde van Juda's onafhankelijkheid. Juda kreeg van Egypte een zware belasting (schatting) opgelegd. Eljakim, de zoon van Josia, werd door de Egyptenaren tot nieuwe koning benoemd en hij kreeg van de Egyptenaren de naam Jojakim. Na deze interventie, bemoeiden de Egyptenaren zich niet meer met de interne politiek in Juda. Egypte had inmiddels de oorlog tegen de Babyloniërs verloren (Slag bij Karkemisch). Niet veel later vielen de Babyloniërs onder leiding van koning Nebukadnezar II Juda binnen en veroverden het.

## Babylonische tijd
In 587 of 586 v.Chr. werd Jeruzalem belegerd, ingenomen en verwoest door Nebukadnezar II, de koning van Babylon. Daarmee kwam er een eind aan het koninkrijk Juda. In het Bijbelboek "Klaagliederen" worden de verwoestingen op indringende wijze beschreven. De val van Jeruzalem is een waterscheiding in de geschiedenis van het Joodse volk.
Ongeveer in dezelfde tijd werd een begin gemaakt met de belegering van de stad Tyrus, die toen nog op een eiland voor de kust lag. Volgens sommige bronnen zou het beleg dertien jaar hebben geduurd. Uiteindelijk werd er een compromis gesloten: voortaan zou Tyrus schatting betalen aan de koning van Babylon.

### Babylonische ballingschap van Juda
Nebukadnezar viel Juda binnen en deporteerde een aantal inwoners: dit wordt de Babylonische ballingschap genoemd. Het gebeurde nadat Nebukadnezar Jeruzalem voor de tweede keer bezette. De eerste keer had hij orde op zaken gesteld en een einde gemaakt aan het koningschap van de al te jonge koning Jojachin. Die was toen uit zijn functie ontzet en vervangen door Sedekia (Willibrordvertaling: Sidkia). Maar ook Sedekia bleek niet in staat eenheid onder de Joden te bewaren en bij de tweede bezetting maakte Nebukadnezar een definitief einde aan het zelfstandig voortbestaan van Juda. De Babyloniërs slechtten de muren en de tempel werd verwoest. Wat van de tempel overbleef werd met de grond gelijk gemaakt en een deel van de bevolking, waaronder vooral de religieuze en politieke vooraanstaanden, werd meegevoerd en lange tijd in ballingschap gehouden. In 586 v.Chr. eindigde daarmee het koninkrijk Juda. James Pritchard noemt dit gebeuren een allerbelangrijkste gebeurtenis voor Israël, wegens de stempel die de wegvoering van de Joodse intelligentsia naliet op het jodendom. Vanaf het einde van Josia's koninkrijk spreekt men eerder over Joden als volk in plaats van Israëlieten omdat de verschillen tussen de twaalf stamvaders verwaterden door de centralisatie onder Josia en de impact van de Babylonische ballingschap (zie Joodse diaspora).
De joden in Babylon mochten daar wel hun geloof blijven belijden en genoten binnen hun isolement een betrekkelijke vrijheid. Zij maakten daar dan ook gebruik van om zich mentaal, religieus en politiek te organiseren en hun identiteit te bevestigen. Toen is waarschijnlijk het Hebreeuws alfabet ontstaan. In Babylon kwam de Joodse intelligentsia in aanraking met het zoroastrisme; zij voelde zich erdoor gestaafd tot haar eigen opvatting van het monotheïsme. Gedurende deze tijd kwam het merendeel van de joodse heilige schriften tot stand, die alle gecentreerd waren rond het exclusieve geloof in de ene mannelijke God JHWH, in tegenstrijd tot de alom heersende religieuze praktijken in de wijde omgeving en in het thuisland, waarmee zij al eerder in botsing waren gekomen.
Dit alles gebeurde in een periode waarin meerdere volken op zoek waren naar bevestiging van hun identiteit. Ook in Babylon zelf werd een geheel nieuwe mythologie geschreven, met de uitgesproken vechtlustige en mannelijke stormgod Marduk aan het hoofd van het pantheon. Hij is trouwens geen onbekende in de Bijbel waarin hij Merodach wordt genoemd.
De politieke, sociale en religieuze omstandigheden in de periode van de Babylonische ballingschap hadden een enorme invloed op de verdere geschiedenis van de hellenistische en de joods-christelijke wereld.

## Perzische tijd

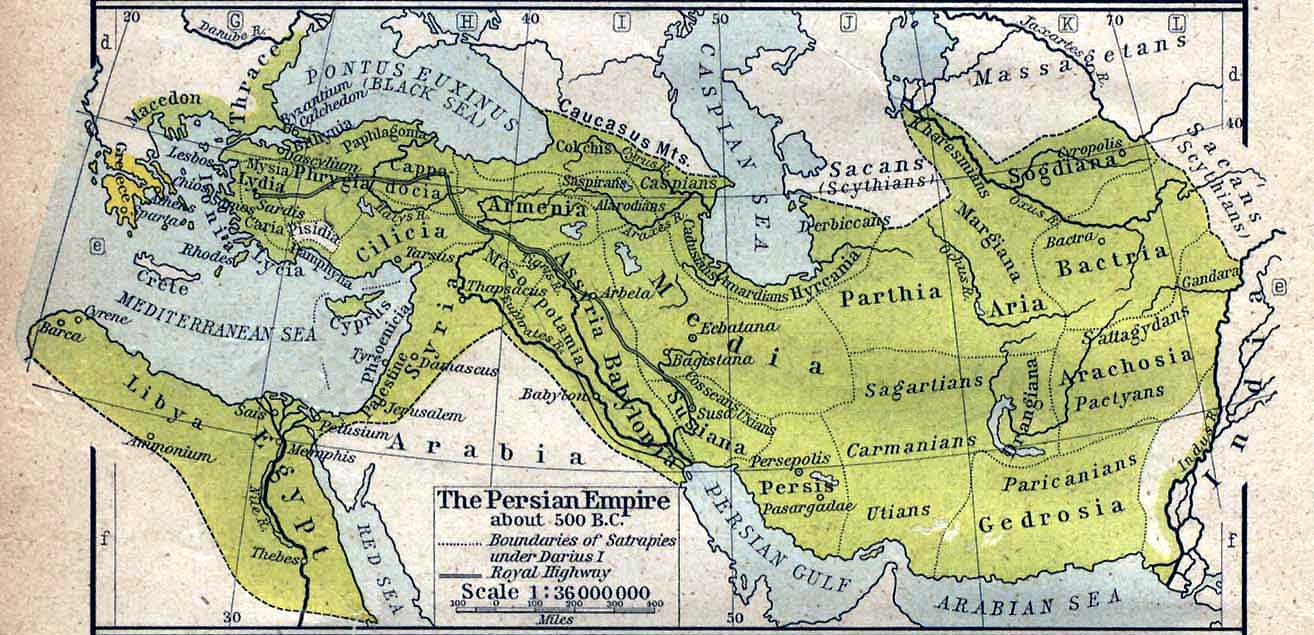
Het Perzische Rijk rond 500 voor Christus.

Het Perzische Rijk was aanzienlijk groter dan de rijken die daarvoor over delen van Voor-Azië hadden geheerst. Het strekte zich uit van Thracië tot de Indus. Het was hoofdzakelijk koning Cyrus (Kuruš) (559-530 v.Chr.) die het rijk grondvestte. Zijn opvolger was Cambyses. In de vijfde eeuw regeerden de koningen Darius I, Xerxes, Artaxerxes I en Darius II. In de vierde eeuw regeerden Artaxerxes II, Artaxerxes III, Arses en Darius III.
Cyrus was een bekwaam veldheer, die zijn tegenstanders dikwijls verraste door zijn snelle troepenverplaatsingen. In 539 v.Chr. werd Babylon door de Perzen veroverd. Babylon, in die tijd de grootste stad ter wereld, werd verdedigd door de kroonprins Belsazar (of Balthazar). Met de ruggensteun van Babylonische partizanen kostte het Cyrus II weinig moeite om af te rekenen met het leger van Belsazar, waarna hij zijn intrede in de stad vierde, verwelkomd door vele inwoners die ontevreden waren over de religieuze politiek van de laatste Babylonische koningen. Sindsdien voerde Cyrus ook de titel 'koning van Babylonië'.
Anders dan de Assyriërs en de Babyloniërs voordien was het nieuwe Perzische gezag opmerkelijk tolerant en stond het open voor personen uit de overwonnen volkeren om in het Perzisch bestuur opgenomen te worden. In 538 liet Cyrus II van Perzië de eerste ballingen terugkeren naar Palestina en werd de joodse tempel in Jeruzalem gebouwd.
De tolerantie blijkt ook uit het feit dat mensenrechten al door Cyrus werden omschreven en de status van wet verkregen. Een en ander had mogelijk een religieuze achtergrond: Cyrus zou namelijk een aanhanger van het zoroastrisme zijn geweest. Maar vermoedelijk werd zijn tolerantie mede bepaald door praktische omstandigheden. Cyrus schonk aan al zijn vijanden genade. Na zijn machtsovername stuurde hij onverwijld naar de verschillende gebieden de godenbeelden en andere religieuze voorwerpen terug, die vroeger door Babylonische koningen waren geroofd en naar de hoofdstad gesleept. In dit verband kregen ook de joden de uit de tempel geroofde voorwerpen terug. Velen die destijds verbannen waren, kregen toestemming om naar hun vaderland terug te keren. Volgens de Bijbel is Jeruzalem in 445 onder Nehemia herbouwd.
Cyrus sneuvelde in het noordoosten van het Perzische Rijk, tijdens een veldtocht tegen nomaden uit Centraal-Azië. 

Cambyses, de opvolger van Cyrus, veroverde Egypte. In de Griekse geschiedschrijving wordt Cambyses als een gewelddadige tiran afgeschilderd; andere bronnen tonen juist zijn verdraagzaamheid. In 522 kwam hij onder geheimzinnige omstandigheden om het leven.
Ook Fenicië behoorde sinds 539 tot het Perzische Rijk.
In 343 v.Chr. nam de stad Sidon deel aan een Egyptische opstand. Als vergelding verwoestte Artaxerxes III deze stad. Daarna onderwierp hij Egypte en ook Cyprus. Anderzijds sloeg hij met bezorgdheid de snelle opkomst van het Macedonische koninkrijk gade. Amper tien jaar later begon Alexander de Grote zijn zegetochten. In 332 verwoestte hij Tyrus nadat de havenstad, als enige in Fenicië, tegen zijn leger weerstand had geboden. Alle mannelijke inwoners werden gekruisigd, en de vrouwen en kinderen als slaven verkocht. Dat betekende het definitieve einde van Fenicië. Van 323 tot 146 v.Chr. was Ashkelon opnieuw de belangrijkste Palestijnse havenstad in de hellenistische periode.

## Hellenistische tijd

### Alexander de Grote

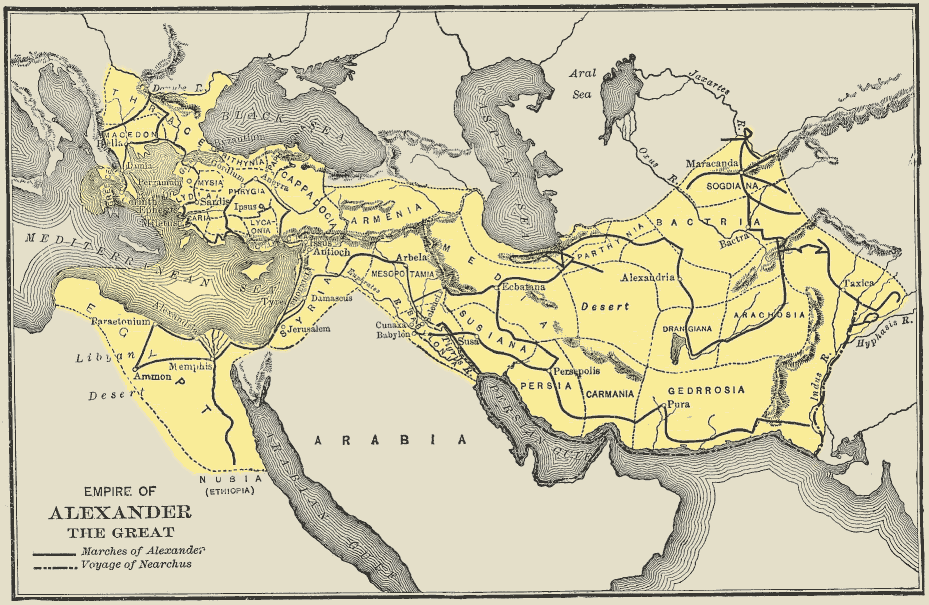
Het rijk van Alexander de Grote bij zijn dood (323 v.Chr.).

In de loop van de vierde eeuw begon het Perzische Rijk ontbindingsverschijnselen te vertonen. Philippos II, koning van Macedonië, had reeds plannen gemaakt om Perzië binnen te vallen. Doordat hij in 336 v.Chr. werd vermoord, was het zijn zoon Alexander die het waagstuk uitvoerde. De veroveringstocht van Alexander is een van de spectaculairste expedities uit de militaire geschiedenis. In ongeveer tien jaar veroverde hij het gehele Perzische Rijk tot aan de rivier de Indus.
Alexanders dood in 323 v.Chr. wordt beschouwd als het begin van de periode van het hellenisme. De Griekse taal was gedurende deze periode de lingua franca van Zuidwest-Azië. Van Macedonië tot in Egypte en van Zuid-Italië tot in het noordwesten van India werd door de elite en door soldaten Grieks gesproken en werd de Griekse cultuur verspreid.
Na Alexanders dood volgden enkele decennia van grootschalige oorlogen, waarbij een aantal generaals van Alexander, de 'diadochen', probeerden een zo groot mogelijk deel van het rijk voor zichzelf te bemachtigen. In het begin van de derde eeuw bestond het voormalige Macedonische Rijk uit een aantal koninkrijken. De belangrijkste rijken in het hellenistisch cultuurgebied waren achtereenvolgens het Seleucidische Rijk in Syrië en dat der Ptolemaeën in Egypte.
Aanvankelijk hoorde Palestina bij het rijk van de Ptolemaeën, maar na het einde van de vijfde Syrische Oorlog met de Slag bij Panium) in 200, werd het ingelijfd door de Seleuciden. Antiochus IV Epiphanes van de Seleuciden heerste toen over een groot gebied van het Midden-Oosten, met als kerngebied het huidige Syrië, waarvan ook Palestina, de Libanon en delen van het huidige Irak deel uitmaakten. Hij voerde nadien nog diverse oorlogen tegen de rivaliserende Ptolemaeën in Egypte, die hij bijna wist te verslaan. Ingrijpen van de Romeinen, die met hun vloot naar Alexandrië waren overgestoken, dwong Antiochus echter onverrichter zake terug te keren naar Syrië.

### Nabateeërs

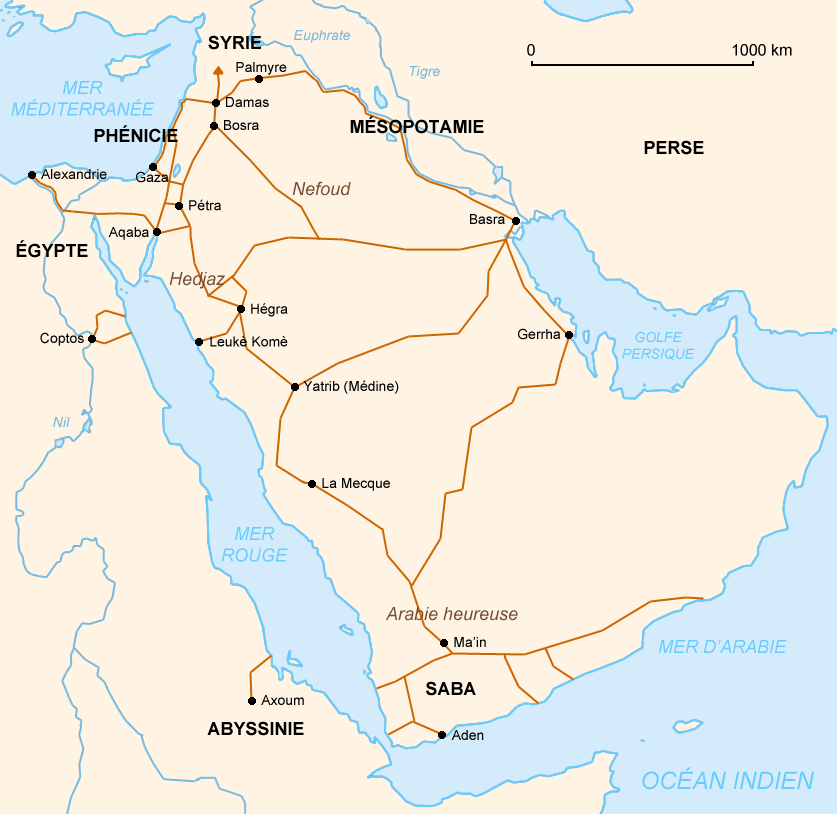
Karavaanroutes van de Nabateeërs

In 169 v.Chr. stichtte het oude volk van de Nabateeërs een koninkrijk in het zuiden van wat heden Jordanië is. Hun hoofdstad was Petra, dat tevens een belangrijke stop op diverse karavaanroutes was. In die periode werden nog een aantal nieuwe bouwwerken opgetrokken in de kenmerkende hellenistische stijl, die een vermenging was van plaatselijke invloeden en de klassiek Griekse; Petra is daar een voorbeeld van. De Nabateeërs beheersten de karavaanroutes tussen Jemen, Mesopotamië, Syrië, Fenicië en Egypte en breidden hun rijk uit in de Negev-woestijn (o.a. Avdat), tot het zuiden van het hedendaagse Syrië (Bosra) en de Hedjaz.

### Makkabese opstand
In 168 v.Chr. beval de Seleucidische koning Antiochus IV om het altaar van Baäl Hasjamaïm (het Syrische equivalent van Zeus) op te zetten in de joodse tempel te Jeruzalem. De Joden kwamen daarop in opstand onder leiding van de priester Mattathias en zijn zoon Judas Makkabeüs. Antiochus en Judas stierven tijdens de strijd. Na de dood van Antiochus IV werd het rijk van de Seleuciden lange tijd door interne twisten verscheurd wat een verklaring kan zijn voor de uiteindelijk geslaagde opstand van de Joden. In 141 v.Chr. werd koning Demetrius II Nicator in een oorlog tegen de Parthen gevangen genomen en trokken de Seleuciden zich terug uit Jeruzalem. Simon, de broer van Judas, die na diens dood de leiding in de opstand had genomen werd uitgeroepen tot koning en hogepriester van het tempelstaatje Juda. In 134 v.Chr. volgde zijn zoon Johannes Hyrkanus hem op waarmee de Hasmonese dynastie werd gevestigd die tot 63 v.Chr. in Judea aan de macht zou blijven.

### Hasmoneeën
In Palestina waren met Johannes Hyrkanus de Hasmoneeën in Judea aan de macht gekomen. In dezelfde periode begon het Romeinse Rijk ook het oostelijk deel van het Middellandse Zeegebied onder zijn heerschappij te brengen. Daarbij maakten zij handig gebruik van interne twisten.
Toen in de eerste eeuw diverse leden van de familie der Hasmoneeën verwikkeld waren in onderlinge strijd, opende dat de deur voor de Romeinen. In 63 v.Chr. belegerde Pompeius Jeruzalem. Nadat de stad was ingenomen werd Judea een Romeinse vazalstaat onder Hyrkanus II. Van 40 tot 37 maakten de Parthen er de dienst uit, waarna het weer door de Romeinen werd heroverd. Zij installeerden koning Herodes de Grote, de laatste der Hasmoneeën. In 30 v.Chr. werd ook Egypte een Romeinse provincie. In 4 v.Chr. werd Palestina verdeeld. Galilea en Perea vormden een vazalstaat onder Herodes Antipas, Judea was tot 6 na Chr. een vazalstaat onder Herodes Archelaüs, vervolgens een Romeinse provincie onder de naam Provincia Iudaea (Judea).

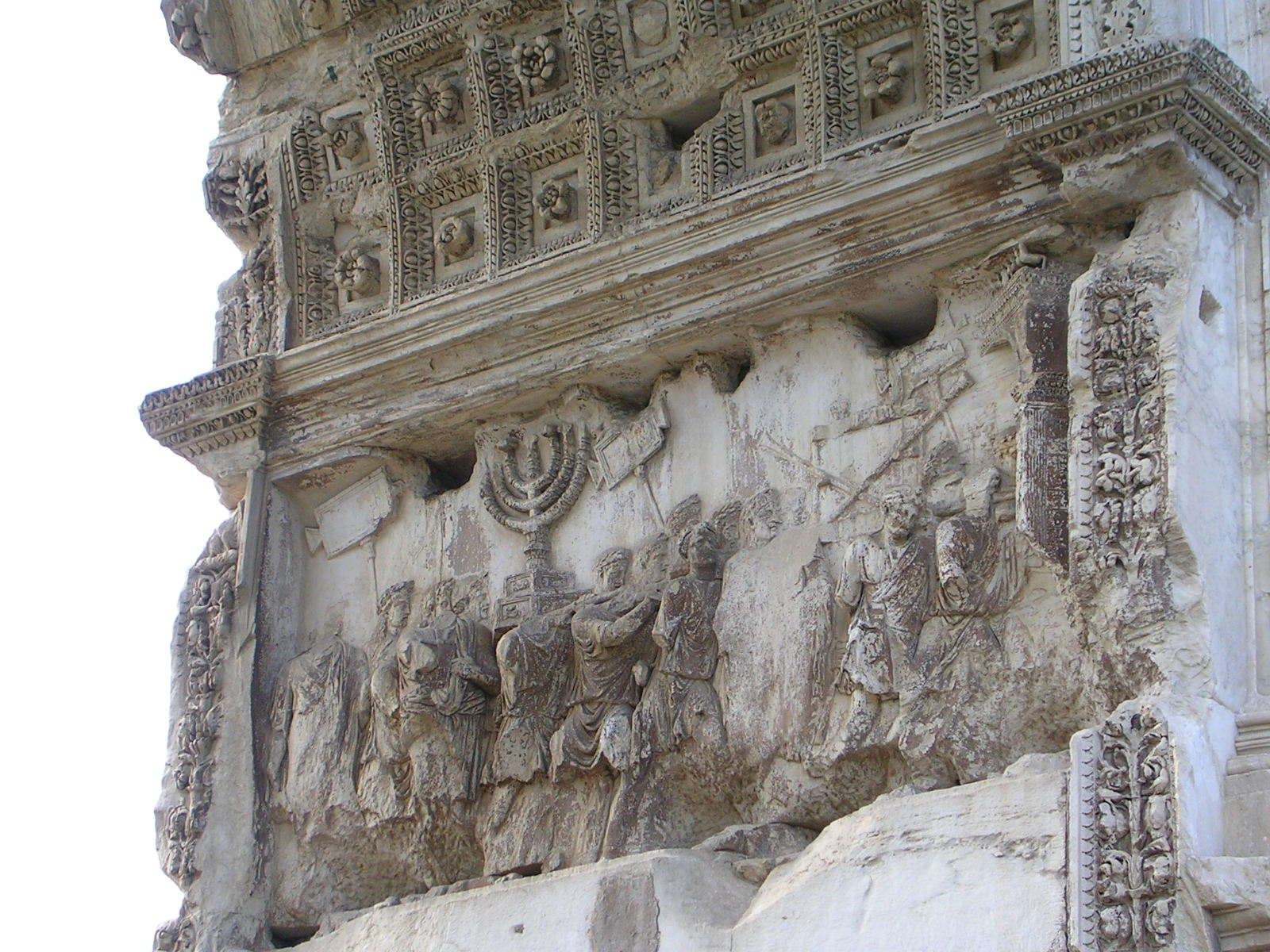
De triomftocht van de Romeinen op de binnenzijde van de boog van Titus te Rome

Tijdens het bewind van keizer Augustus rond de jaartelling werd Jezus Christus van Nazareth geboren, die de basis vormde voor het christelijk geloof. Ergens in de periode 26-36 is Jezus in Jeruzalem gekruisigd en gestorven.

## Romeinse tijd

### Joodse Oorlog
In 66 begon de Joodse Oorlog tegen de Romeinen. Het verzet wordt neergeslagen door de Romeinen onder leiding van Vespasianus en Titus. In 70 werd de joodse tempel in Jerusalem verwoest. In 73 ten slotte viel de laatste Joodse vesting, Massada.
Tijdens de Kitosoorlog (115-117), een opstand van de Joodse diaspora, bleef het relatief rustig in Palestina. De situatie in Palestina bleef voor de Romeinen echter ingewikkeld. Onder Hadrianus' bewind was het nodig Legio VI Ferrata permanent in Judea te stationeren, waarmee de latere Bar Kochba-opstand werd neergeslagen. In 130 besluit keizer Hadrianus Jerusalem, op dat moment in ruïnes, weer op te bouwen. Toen in 132 bleek dat Hadrianus op de ruïnes van de joodse tempel een tempel voor Jupiter wilde bouwen, brak de Tweede Joodse Opstand uit. De opstand werd neergeslagen door Sextus Julius Severus in opdracht van keizer Hadrianus en Judea werd onderdeel van de provincie Syria-Palaestina. Op de puinhopen van Jeruzalem stichtte keizer Hadrianus de stad Colonia Aelia Capitolina, gewijd aan Jupiter Capitolinus. Het werd voor Joden verboden zich in de nieuwe stad te vestigen. Dit gebod bleef tot aan de vierde eeuw van kracht. De Joodse bevolking concentreerde zich nadien in Galilea.
In 337 werd het Romeinse Rijk gesplitst in een West- en een Oost-Romeins Rijk. Palestina behoorde tot het oostelijke deel wat later bekend werd als het Byzantijnse Rijk.

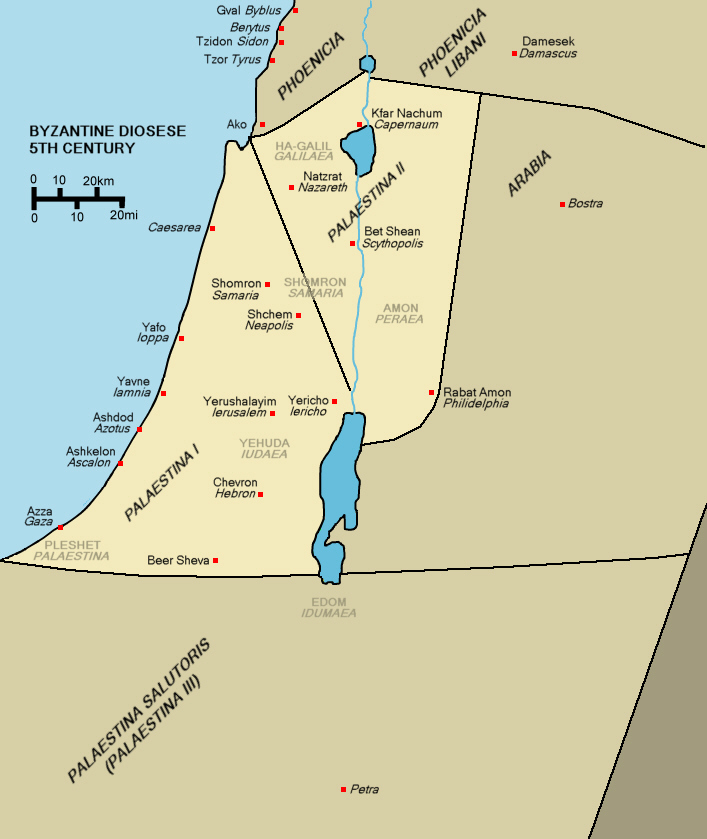
Palestina aan het einde van de 4e eeuw.

In 390 werd de Romeinse provincie Syria-Palaestina opgesplitst in drie delen: Palaestina Prima met als hoofdstad Caesarea, Palaestina Secunda met hoofdstad Scythopolis en Palaestina Tertia met Petra als hoofdstad. In 395 werd het christendom de staatsgodsdienst in Oost-Romeinse Rijk en verslechterde de juridische positie van de Joden.

## Middeleeuwen
In 638 valt Omar ibn al-Chattab, de tweede kalief, Jeruzalem binnen en wordt het Byzantijnse bestuur beëindigd. Van 661 tot 750 regeren de Arabische Omajjaden vanuit Damascus. Op de Tempelberg, de plaats waar de joodse tempel stond, wordt de Al-Aqsamoskee gebouwd en in 705 wordt er de Rotskoepel voltooid.
Vanaf 969 valt de regio onder invloed van het Egyptische kalifaat van de Fatimiden. In de 11e eeuw rukken de Seltsjoeken, een Turks volk uit het huidige Turkmenistan, op naar het Midden-Oosten. In 1055 veroveren ze de hoofdstad van het rijk der Abassiden, Bagdad. Na de Slag van Manzikert waarbij de Byzantijnse legers verslagen werden, worden ook Syrië en Palestina in 1071 veroverd op de Fatimidische khaliefen van Egypte. Niet veel later, in 1097, wordt de regio veroverd door de kruisvaarders. Jeruzalem wordt ingenomen in 1099 en het Latijnse Koninkrijk van Jeruzalem wordt gesticht. In 1187 verovert sultan Saladin (Salah al-din al-ayyoubi) Jeruzalem in de Slag bij Hittin. Saladin sticht de Ayyubis in Caïro. In 1250 plegen de mammelukken (soldatenslaven) echter een staatsgreep en vermoorden de Ajjoebische sultan. De Mongoolse legers vallen binnen in het noorden van Palestina in 1260, maar worden verslagen door het mammelukse leger. De mammelukse sultan Khalil verovert na een bloedig beleg het laatste kruisvaarderbolwerk in Akko in 1291. Zo voltooiden de mammelukken het werk van Saladin en verdrijven ze de laatste kruisvaarders uit de Levant. Hun rijk strekte zich uit tot Oost-Turkije. Tot 1516 wordt Palestina geregeerd vanuit Caïro.

## Ottomaanse periode
In 1516 wordt Palestina in het Ottomaanse Rijk opgenomen en vanuit Constantinopel bestuurd. In 1799 verovert Napoleon kortstondig de kuststreek. Tussen 1832 en 1840 bestuurt Pasha Mohammed Ali (Egypte) tijdelijk Palestina, daarna nemen de Ottomanen het weer over. In 1871 wordt Jeruzalem een autonome sandjak.
In Palestina wonen in 1900 95% Palestijnen, 1% christenen en 4% Joden. Zoals in de rest van het Ottomaanse rijk leven zij al honderden jaren vreedzaam samen.
Het eerste zionistische congres in Zwitserland geeft in 1897 het Programma van Bazel uit "waarin ze vragen om een thuis voor de Joden in Palestina" en vestigt er de WZO (Zionistische Wereld Organisatie). Theodor Herzl, de oprichter van de WZO, realiseert zich dat het streven naar een thuis voor de Joden in een overwegend Palestijnse land (95% van de bevolking zijn Palestijnse moslims) een probleem met zich mee brengt: in zijn dagboeken tekent hij daarover op: "de oorspronkelijke bevolking zullen we ongemerkt over de grens moeten zetten". In de jaren 30 van de 20e eeuw oppert David Ben Gurion dat de Palestijnen naar Irak kunnen worden gedeporteerd.
In 1901 wordt door het vijfde zionistische congres het Joods Nationaal Fonds opgezet om land in Palestina te verwerven en te ontginnen, onder andere door de aanleg van bossen om erosie tegen te gaan en wegenbouw om gebieden voor stedelijke bevolking te ontsluiten. Van 1904 tot 1914 spreekt men van de tweede golf (rond de 40.000) van Joodse immigranten uit voornamelijk Rusland en Polen die het totaal aantal Joden op 85.000 brengt (dat is 5% van de bevolking).

## Brits Palestina
Tijdens de Eerste Wereldoorlog ijvert de latere president Weiszman van Israel voor steun vanuit de Europa voor het zionisische project. Hij was een bekende van de minister van buitenlandse zaken en gebruikte deze relatie om steun te krijgen voor een Joodse Staat in Israël. De Britse regering bleek hier gevoelig voor en in 1917 gaf het Verenigd Koninkrijk de Balfour-verklaring uit.

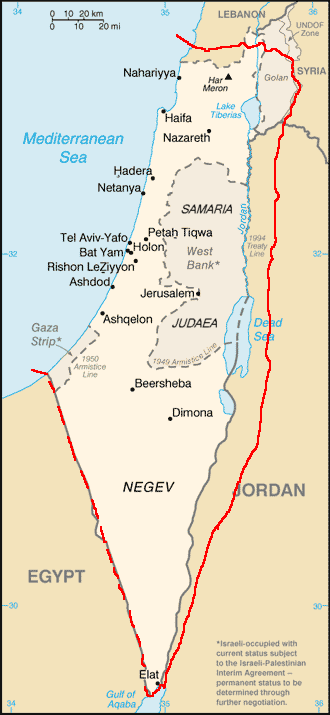
De Palestijnen beseften welk gevaar in die verklaring schuil ging voor de Palestijnse autonomie. De in rood gemarkeerde grenzen van de Joodse staat, zoals die gedurende de Vredesconferentie van Parijs (1919) door de zionisten was voorgesteld

Hierin zegden de Britten steun toe voor de vestiging van een Joods nationaal tehuis in Palestina. Nadien veroverden zij onder leiding van generaal Edmund Allenby de Levant op het Ottomaanse rijk. Op 3 januari 1919 werd de zogenaamde Faisal-Weizmann-overeenkomst ondertekend door Faisal I die in 1920 voor een korte tijd koning van het Arabische Koninkrijk Syrië was, en Chaim Weizmann (de eerste president van Israël) als onderdeel van de Vredesconferentie van Parijs. Het was een kortstondige overeenkomst van Arabisch-Joodse samenwerking voor de ontwikkeling van een Joods nationaal tehuis in Palestina en een Arabische natie in een groot deel van het Midden-Oosten.
Het Verenigd Koninkrijk kreeg op de Conferentie van San Remo in 1920 van de Volkerenbond het mandaat over het Mandaatgebied Palestina. Het mandaat bevatte de verklaring om in Palestina de vestiging van een Joods nationaal tehuis te bewerkstelligen, waarbij bepaald werd dat "niets gedaan mag worden dat inbreuk maakt op de burgerlijke en godsdienstige rechten van bestaande niet-Joodse gemeenschappen in Palestina".
In 1921 werd Transjordanië, het gebied ten oosten van de Jordaan, van Palestina afgescheiden hoewel het formeel wel deel van het Mandaatgebied Palestina bleef uitmaken. Het stond aanvankelijk nog onder Brits gezag, maar Abdoellah, zoon van Hoessein van Mekka, werd tot emir over Transjordanië benoemd. Door de Volkerenbond werd goedgekeurd dat de mandaatbepalingen omtrent de vestiging van een Joods nationaal tehuis slechts zullen gelden voor Palestina ten westen van de Jordaan, dus Joodse immigratie naar Transjordanië werd niet toegestaan. Transjordanië zou in 1946 ook formeel onafhankelijk worden en later Jordanië heten. In 1923 doeg het Verenigd Koninkrijk de Golanhoogten over aan het Franse mandaatgebied Syrië.
Als gevolg van de Joodse immigratie verloren steeds meer Arabische agrariërs hun grond, mede doordat Arabische grootgrondbezitters hun grond verkochten aan Joodse inwoners zonder rekening te houden met de Palestijnen die deze grond al generaties lang bebouwden. Toch was in 1948, bij het uiroepen van de Staat Israël, nog altijd 90% van het grondbezit in handen van Palestijnen.
Door de de massale immigrate en de zionistische retoriek dat de uitkomst van de massale immigratie van Europese joden een Joodse staat zou zijn, namen de spanningen in Palestina toe. Naast diverse oproeren en gewelddadigheden vond in 1929 een bloedbad in Hebron plaats, waarbij 67 Joden door Arabische inwoners worden vermoord.
In 1936 brak de Arabisch-Palestijnse opstand uit. De bevolking kwam massaal in verzet tegen het Britse gezag en de Joodse immigratie. De opstand werd geleid door het Arabisch Hoge Comité, voorgezeten door Amin al-Hoesseini, de hoogste leider der Arabieren in Palestina in de jaren 1920, 1930 en 1940. De Joden vochten samen met de Engelsen tegen de Palestijnse nationalisten, honderden joden en duizenden Palestijnen kwamen daarbij om, in vuurgevechten met de Britse politie of als gevolg van aanslagen door zionistische organisaties als de Irgoen. De Palestijnse opstand had verstrekkende gevolgen voor de toekomst. Want veel leden van de Palestijnse elite verlieten het land en bovendien werden de Palestijnen door de Engelsen ontwapend. Ook mochten Palestijnen geen organisatie inrichten ter voorbereiding op een Palestijnse staat. Voor de Joden gold deze restrictie niet: De Joden van Palestina formeerden uit hun milities een eigen leger en politie. Toch zag Groot-Brittannië wel in dat het oprichten van een Joodse staat in een overwegend Palestijns land alleen maar tot onrust en problemen kon leiden. In 1937 beperkte het Verenigd Koninkrijk dan ook de Joodse immigratie en landaankoop (het verdelingsplan-Peel). In het MacDonald White Paper van 1939 stelde het Verenigd Koninkrijk zelfbestuur voor Palestina binnen tien jaar in het vooruitzicht en beperkte Joodse immigratie. In het licht van de opstanden en conflicten werd het concept van Joods zelfbestuur door het Verenigd Koninkrijk verlaten.
In 1940 werd Palestina gebombardeerd door de Italiaanse luchtmacht met als doel Groot-Brittannië en haar Gemenebest-naties te treffen. De luchtaanvallen waren vooral gericht op Tel Aviv en havenstad Haifa.

In 1947 moest het Verenigd Koninkrijk bekomen van de Tweede Wereldoorlog. Het kondigde aan in mei 1948 uit Palestina te zullen vertrekken en vroeg de net opgerichte Verenigde Naties (VN) een plan te maken voor Palestina. In 1947 stelde de VN een commissie in om een verdelingsplan voor Palestina uit te werken. De Arabische landen wezen deze verdeling op voorhand af en wilden een Palestina waarin de rechten van alle minderheden in gelijke mate werden beschermd. De Joden wezen dit af en wilden een Joodse staat. De Palestijnen weigerden medewerking aan de commissie, maar de Joodse raad verleende alle medewerking en wist de commissieleden gunstig te stemmen Op 29 november 1947 nam de Algemene Vergadering van de Verenigde Naties Resolutie 181 aan, met het VN-verdelingsplan, waarin werd aanbevolen om Palestina te verdelen in een Joodse en een Arabische staat. Hoewel de Joodse bevolking minder dan 30% van de bevolking uitmaakte kreeg de Joodse staat 56,4% van Palestina, de twee grote havensteden (die overwegend door Palestijnen werden bewoond) en de meeste zware industrieën. Jeruzalem zou een internationale status krijgen. De Palestijnen, die meer dan 70% van de bevolking uitmaakten, kregen 42,9% van het grondgebied zonder belangrijke infrastructuur. De Britse krant The Telegraph sprak van een onrechtvaardig en onwerkbaar plan en ook het Belgische commissielid voorzag met dit plan niets dan oorlog. Niet lang daarna trokken de Verenigde Staten en het Verenigd Koninkrijk hun steun aan het Verdelingsplan in.

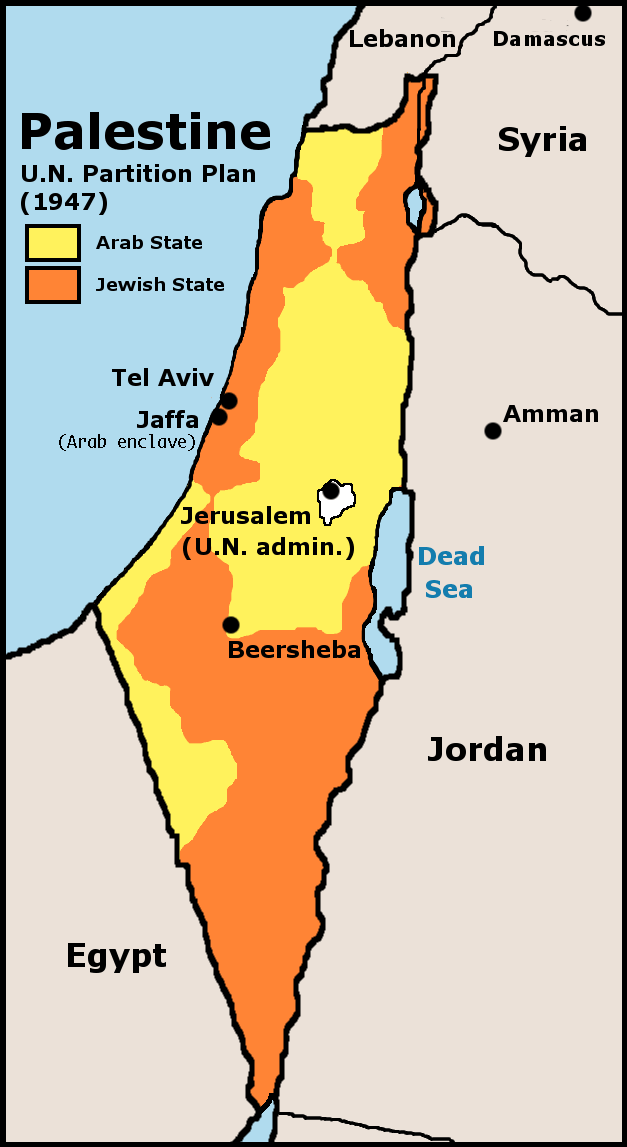
Het VN-verdelingsplan voor Palestina (1947)
Geel: Arabische staat (42,9%)
Oranje: Joodse staat (56,4%)
Wit: Internationaal statuut (0,7%)

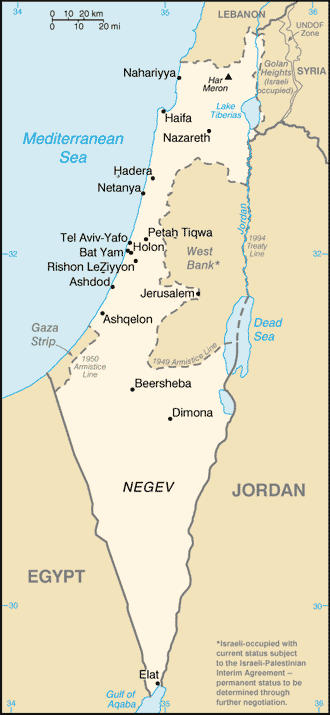
De staat Israël na de oorlog van 1948/'49.
Ruim 77% van Palestina zoals dat tot 1948 onder het Britse mandaat bestond is in Israëlische handen. De overige 23% is door Jordanië en Egypte bezet.

 De zionistische Joodse organisaties accepteerden het verdelingsplan, terwijl de Arabische landen en de Palestijnen het unaniem als grof onrecht van de hand wezen. Na het bekend worden van de resolutie braken in Palestina onlusten uit en starten de Joodse milities met de de-arabisering van Palestina en het vergroten van hun territorium buiten de grenzen van het VN Verdelingsplan, om een levensvatbare etnisch Joodse Staat voor te bereiden.

## Arabisch-Israëlische Oorlog van 1948
Van 2 april tot 14 mei 1948 voeren Joodse strijdkrachten het Plan-Dalet uit om het in het verdelingsplan aan de Joodse staat toegewezen gebied alsmede de Joodse bevolkingsconcentraties daarbuiten veilig te stellen en een corridor naar Jeruzalem te verwezenlijken in anticipatie op een aanval van Arabische legers. In geval van gewapend verzet diende de bevolking uit de staat te worden verdreven en de desbetreffende Arabische dorpen te worden verwoest. Als er geen verzet was konden de bewoners in de Arabische dorpen blijven, onder militair bewind. De Israëlische geschiedkundige Ilan Pappé stelt dat het plan tot doel had zo veel mogelijk Palestijnen te verdrijven. De historicus Benny Morris alsmede de Palestijnse historicus Issa Khalaf stellen dat het Plan Dalet niet de verdrijving van Palestijnen tot doel had, maar dat het een logisch gevolg van een oorlog is geweest. Circa 250.000 Arabieren vertrekken of worden op de vlucht gejaagd. Op 14 mei 1948, de dag dat het Britse Mandaat ten einde komt, roept het Joods Agentschap de onafhankelijke staat Israël uit.
Als gevolg van deze operaties escaleert de oorlog tussen de Arabieren en de Joden. Nu mengen ook legereenheden uit vijf Arabische buurlanden zich in de strijd. De stroom van Arabisch-Palestijnse oorlogsvluchtelingen zwelt aan tot circa 750.000. Meer dan 400 Arabische dorpen worden ontvolkt en verwoest. De eerste Arabisch-Israëlische Oorlog duurt van 1948 tot 1949. Een van de Palestina binnentrekkende Arabische landen, Jordanië, bezet de gehele Westelijke Jordaanoever en Oost-Jeruzalem. De bevolking van Jeruzalem verdeelt zich volgens etnisch-religieuze lijnen: veel Arabieren trekken weg uit westelijke delen van de stad. De Joodse wijk van oostelijk Jeruzalem wordt wekenlang door het Jordaanse legioen bestookt en uiteindelijk geheel ontruimd waarbij de mannen in krijgsgevangenschap naar Jordanië worden meegenomen. Joden mogen de voor hen heilige plaatsen waaronder de Klaagmuur niet langer bezoeken. Israël richt hoge betonnen muren op om de Joodse bevolking van West-Jeruzalem te beschermen tegen beschietingen vanuit het door Jordanië bezette oostelijke stadsdeel. Egypte verovert de Gazastrook en houdt dit gebied bezet tot 1967.
Na deze oorlog beslaat de staat Israël ruim 77% van de oppervlakte van Palestina zoals dat tot 1948 onder het Britse mandaat bestond. De overige 23% wordt door respectievelijk Jordanië en Egypte bezet en 18% van de oppervlakte van het oorspronkelijke Mandaatgebied Palestina (inclusief Transjordanië) waarin volgens de bepalingen van de San Remo conferentie en de Volkenbond in 1920 het Joods Nationaal Tehuis zou moeten worden gevestigd.
Ruim 800.000 Joden vluchten of vertrekken onder invloed van Israëlische immigratiecampagnes vanaf 1948 uit Arabische landen, waarvan circa 600.000 naar Israël trekken.

## Na 1948

### Oorlogen met de buurlanden
De 'Westelijke Jordaanoever' wordt in 1950 eenzijdig geannexeerd door Jordanië. Tijdens de Zesdaagse Oorlog in 1967 verovert Israël de Westelijke Jordaanoever op Jordanië, de Gazastrook en het Sinaï schiereiland op Egypte en de Golanhoogten op Syrië, na een militaire escalatie waarin Egypte de internationale waterwegen in de Rode Zee had geblokkeerd en de VN-vredesmacht van Egyptisch grondgebied in de Sinaï-'bufferzone' weggezonden.
De Jom Kipoeroorlog begon op 6 oktober 1973 op de joodse heiligste dag Jom Kipoer, toen Egypte en Syrië een gecoördineerde aanval uitvoerden op Israël, in een poging om hun in 1967 door Israël bezette grondgebied te heroveren. Ook Algerije, Irak, Koeweit, Libië, Marokko, Saoedi-Arabië, Soedan en Tunesië stuurden soldaten, tanks en/of gevechtsvliegtuigen naar de strijd. De oorlog eindigde eind oktober 1973 na het aannemen van resolutie 338 van de Veiligheidsraad met een wapenstilstand.

### Intifada en Oslo-akkoorden
Tijdens de eerste intifada van 1988 tot 1993 komen Palestijnen in opstand tegen de Israëlische bezetting. Deze opstand eindigt met de Oslo-akkoorden.
Op 15 november 1988 wordt in Algerije de Palestijnse staat uitgeroepen met Oost-Jeruzalem als hoofdstad. In totaal erkennen 90 landen de onafhankelijkheidsverklaring. Nederland en België erkennen de staat Palestina niet.
De autonome gedeelten van de Westelijke Jordaanoever en de Gazastrook vormen sinds 1994 de Palestijnse Autoriteit, conform de Oslo-akkoorden uit 1993. Volgens de verdragen tussen de PLO en de Israëlische regering blijven de nederzettingen of koloniën, Israëlische dorpen en steden die sinds 1967 in deze gebieden zijn gebouwd, tezamen met het grootste deel van de Palestijnse gebieden (Area C, zie Gouvernementen van Palestijnse Autoriteit) voorlopig onder Israëlisch gezag.
Van 2000 tot 2005 is er een tweede opstand van de Palestijnen. Als aanleiding hiervoor wordt door Palestijnen het bezoek van premier Ariel Sharon aan de Tempelberg genoemd.

### Erkenning Palestina
Ecuador, Brazilië, Argentinië en Uruguay erkenden in december 2010 Palestina als zelfstandige staat. Erkenning door vele andere landen volgde: een jaar later, in december 2011, was de staat Palestina erkend door 130 landen. Palestina werd op 31 oktober 2011 toegelaten als lidstaat van de UNESCO.
In 2012 erkennen de VN Palestina als niet-lidstaat. De uitslag van VN resolutie 67/19 was als volgt: 138 leden stemden voor de statusverhoging van Palestina (onder andere Frankrijk, Italië, Spanje, België en Zwitserland), negen leden stemden tegen (waaronder Canada, Israël, Micronesië, Palau, Panama en Verenigde Staten) en 41 leden onthielden zich van stemming (waaronder Duitsland, Nederland en het Verenigd Koninkrijk).